# Videoconsola portátil

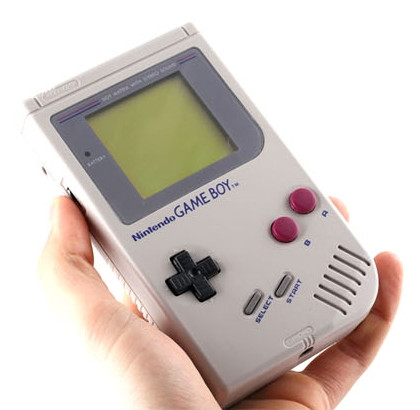
La Game Boy, lanzada por Nintendo en 1989, popularizó el concepto de videoconsola portátil y dominó el mercado durante más de diez años.

Una videoconsola portátil es un dispositivo electrónico ligero que permite jugar videojuegos y en el que, a diferencia de una videoconsola de sobremesa, los controles, la pantalla, los altavoces y la alimentación (baterías) están integrados en la misma unidad y todo ello con un pequeño tamaño, para poder llevarla y jugar en cualquier lugar o momento.
En 1976 Mattel presentó el primer juego electrónico portátil con el lanzamiento de Auto Race. Posteriormente varias compañías, como Coleco o Milton Bradley, lanzaron sus propios juegos o dispositivos electrónicos portátiles. La primera videoconsola portátil con cartuchos intercambiables fue la MicroVision de Milton Bradley, lanzada en 1979.
Nintendo está considerada como la empresa que popularizó el concepto de videoconsola portátil con el lanzamiento de la Game Boy en 1989, compañía que en 2014 y 2015 seguía dominando el mercado de las consolas portátiles con sus sistemas Nintendo DS y 3DS.

## Historia

### Orígenes

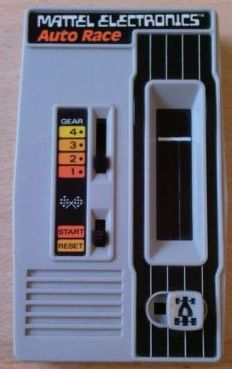
El Auto Race se considera el primer juego portátil totalmente digital, solo con componentes electrónicos de estado sólido y sin partes mecánicas.

Los orígenes de las videoconsolas portátiles se remontan a los dispositivos electrónicos de juegos portátiles y de sobremesa de la década de 1970 y principios de 1980. Estos dispositivos podían jugar un solo juego, y cabían en la palma de la mano o sobre una mesa, y las había con distintos tipos de pantallas de vídeo, como led, VFD o LCD. En 1978, los por entonces nuevos juegos electrónicos portátiles se describían en la revista Popular Electronics como juegos electrónicos «nonvideo» y «non-TV» para diferenciarlos de los dispositivos que requerían el uso de una pantalla de televisión. A su vez, los juegos electrónicos portátiles encuentran sus orígenes en la síntesis de anteriores dispositivos electromecánicos portátiles y de mesa, como el Electronic Tic-Tac-Toe (1972) de la antigua compañía juguetera Waco, el Periscope-Firing Range (1951) de Cragstan, y el emergente mercado de calculadoras de pantalla optoelectrónica de principios de la década de 1970. Esta síntesis se dio en 1976, con el nacimiento de los juegos electrónicos portátiles cuando Mattel comenzó a trabajar en una línea de juegos deportivos del tamaño de una calculadora utilizando la tecnología led.
El resultado fue el lanzamiento en 1976 del Mattel Electronics Auto Race, seguido del de Football en 1977; ambos juegos tuvieron tanto éxito que, según Katz, «estos simples juegos electrónicos de mano se convirtieron en una 'categoría de $400 millones'». Posteriormente Mattel tuvo el honor de ser reconocido por la industria por su innovación en las pantallas de los dispositivos de juego portátiles. Pronto otros fabricantes, como Coleco, Parker Brothers, Milton Bradley, Entex o Bandai, le siguieron con sus propios juegos portátiles.
En 1979 la MicroVision, basada en LCD, diseñada por Smith Engineering y distribuida por Milton Bradley, se convirtió en la primera consola de juegos portátil y la primera en utilizar cartuchos intercambiables. El juego para MicroVision Cosmic Hunter (1981) introdujo el concepto de la cruceta en los dispositivos portátiles de juego, utilizando el pulgar para manipular el personaje en la pantalla en cualquier dirección.

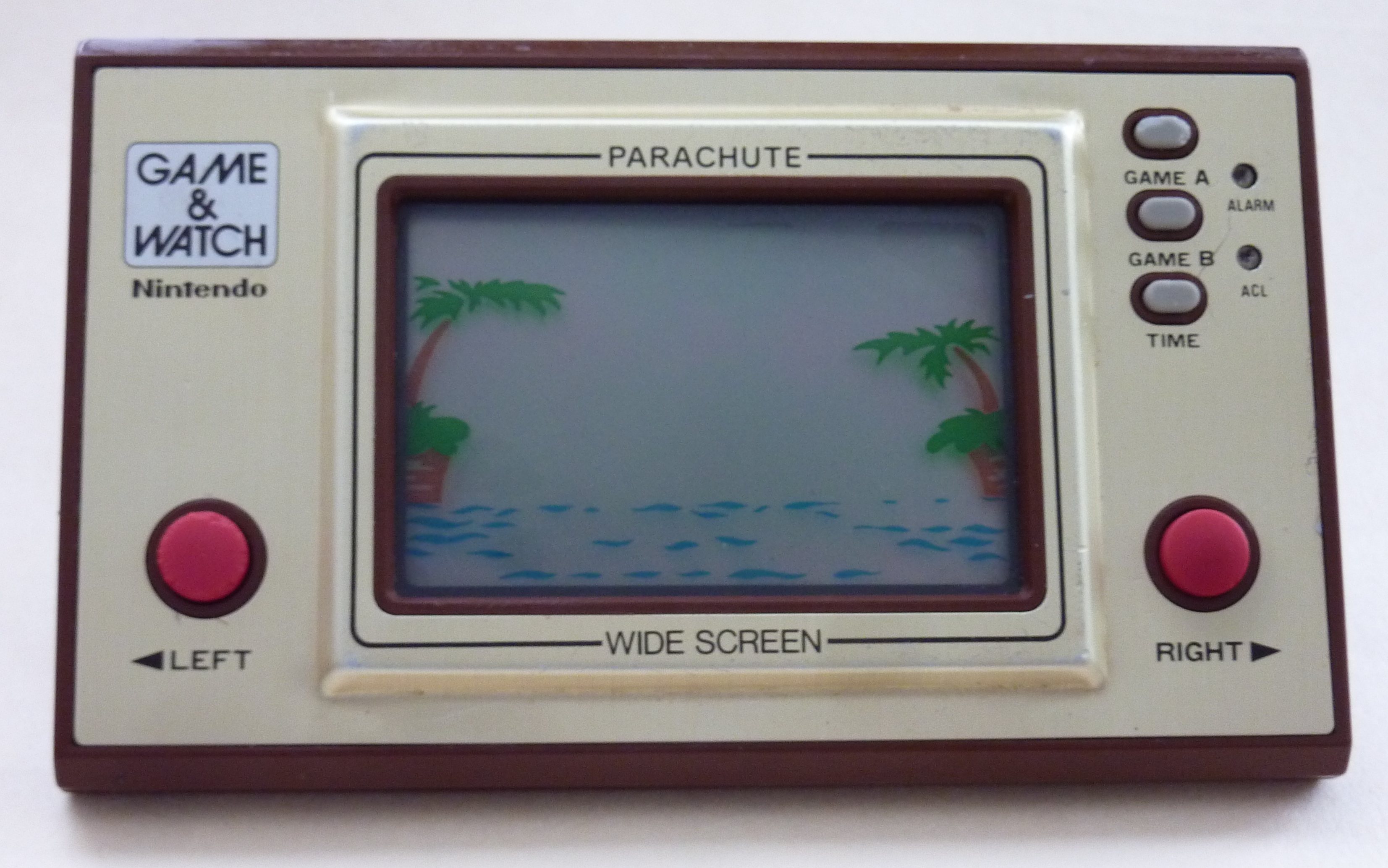
Dispositivo de juego Game & Watch de Nintendo, con el juego "Parachute".

En 1979 Gunpei Yokoi, un ingeniero de mantenimiento que trabajaba en Nintendo, durante un viaje en tren bala vio a un hombre de negocios aburrido jugando con una calculadora de LCD pulsando los botones, y se le ocurrió una idea para diseñar un reloj que hiciera las veces de una máquina de juegos en miniatura para matar el tiempo. En 1980 Nintendo inició el lanzamiento de una serie de juegos electrónicos diseñados por Yokoi denominados juegos Game & Watch. Haciendo uso de la tecnología utilizada en las calculadoras del tamaño de una tarjeta de crédito que acababan de aparecer en el mercado, Yokoi diseñó la serie de juegos basados en pantallas LCD que incluían la hora en formato digital en una esquina de la pantalla. El dispositivo ideado por Yokoi tuvo un gran éxito comercial y popularizó el concepto de videojuego portátil, llegándose a vender más de 80 millones de unidades a nivel mundial. Posteriormente, para los juegos Game & Watch más complejos, inventó un controlador direccional en forma de cruz o cruceta para el manejo de los personajes que aparecen en pantalla. También incluyó a su cruceta direccional en los mandos de la NES, y el dispositivo en forma de cruz manejable con el pulgar pronto se convirtió en un estándar en los controladores de las videoconsolas y omnipresente en toda la industria de los videojuegos desde entonces. Cuando Yokoi comenzó a diseñar la primera consola de juegos portátil de Nintendo, se le ocurrió un dispositivo que unía elementos de sus dispositivos Game & Watch y la consola Famicom (NES), incluida la cruceta. El resultado fue la Game Boy.
En 1982 la LCD Solarpower de Bandai fue el primer dispositivo de juego que funcionaba con energía solar. Algunos de sus juegos, como el Terror House, disponía de dos paneles LCD apilados uno sobre otro, dando un efecto estereoscópico precursor del 3D. En 1983 la Tomytronic 3D de Takara Tomy simulaba un efecto 3D utilizando dos paneles LED iluminados por luz exterior mirando a través de una especie de binoculares en la parte superior del dispositivo, convirtiéndose en el primer hardware 3D especializado de vídeo doméstico.

### Inicios
El final de la década de 1980 y principios de la de 1990 vio los inicios de la industria de la consola de juegos portátil tal como la conocemos en la actualidad, después de la desaparición de la MicroVision. Como las consolas de juegos LCD retroiluminados con gráficos en color consumen una gran cantidad de energía, no eran muy amigables con las baterías como la no retroiluminada Game Boy original cuyos gráficos en blanco y negro permitían una mayor vida útil de la batería. Por aquel entonces la tecnología de las baterías recargables aún no había madurado, por lo que las consolas de juegos más avanzados de la época tales como la Game Gear de Sega y la Atari Lynx no tuvieron tanto éxito como la Game Boy.
A pesar de que existían baterías recargables de terceros para las hambrientas consumidoras de energía alternativas a la Game Boy, estas baterías eran del tipo níquel cadmio y requerían estar completamente descargadas antes de recargarlas para garantizar su máxima eficiencia; las baterías de plomo y ácido se podrían utilizar con un adaptador que se enchufa al mechero del coche; pero las baterías tenían una portabilidad mediocre. Las baterías del tipo Ni-MH posteriores, que no necesitan estar descargadas para obtener la máxima eficiencia, no surgieron hasta finales de 1990, años después de que la Game Gear, la Atari Lynx y la Game Boy original se habían descatalogado. Durante la época en que las consolas portátiles tecnológicamente superiores tenían estrictas limitaciones técnicas, las baterías tenían un índice mAh y las de mayor potencia aún no estaban disponibles.
Los sistemas de juego modernos como la Nintendo DS y la PlayStation Portable disponen de baterías recargables de ion de litio con formatos propietarios. Otras consolas de séptima generación, como la GP2X, utilizan baterías alcalinas estándar. Debido a que el índice mAh de las pilas alcalinas ha aumentado desde la década de 1990, la potencia necesaria para dispositivos portátiles como la GP2X puede ser suministrado por relativamente pocas baterías.

### Años 1980

#### Game Boy

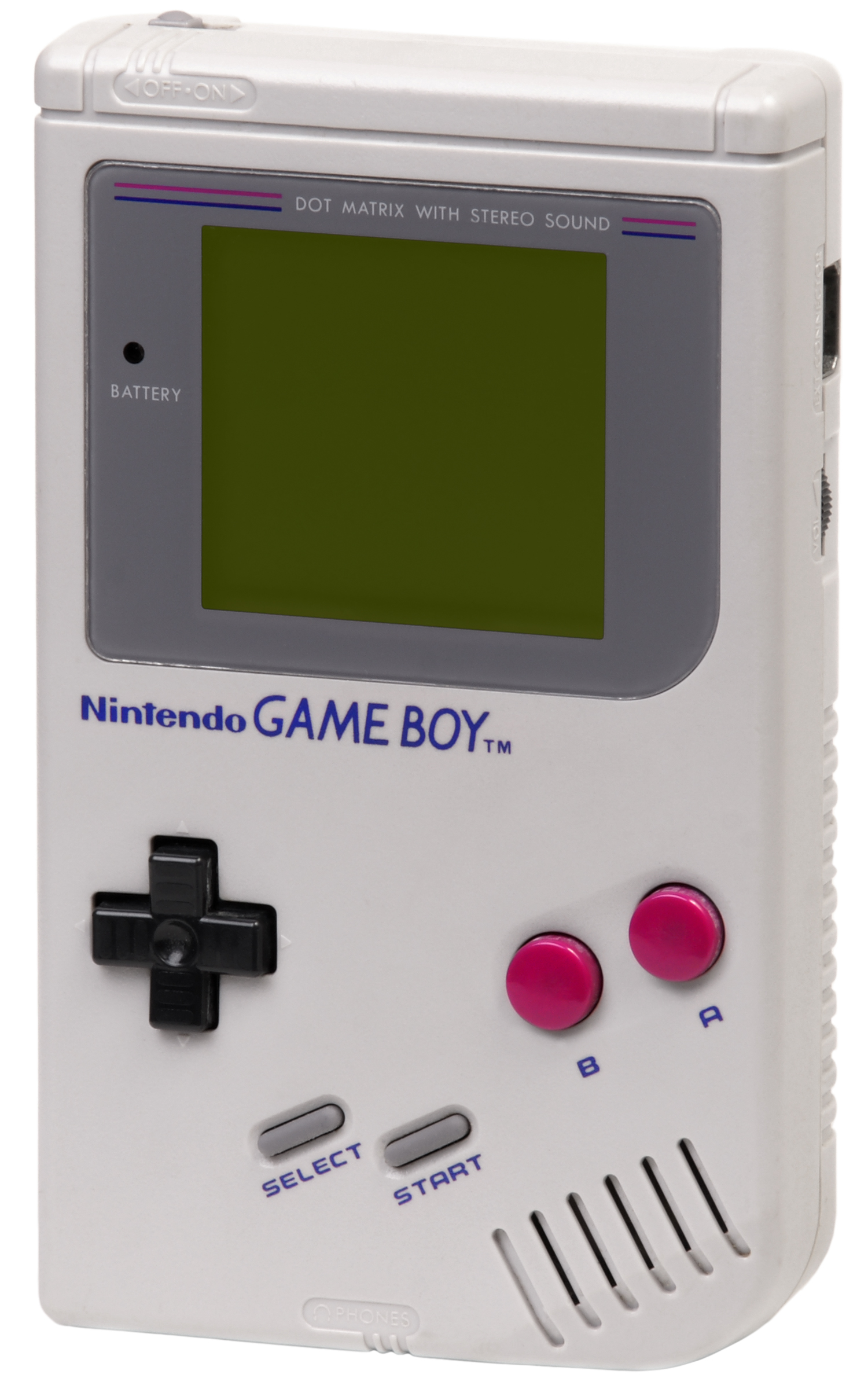
Game Boy.

La compañía japonesa Nintendo lanzó la Game Boy el 21 de abril de 1989. El equipo de diseño dirigido por Gunpei Yokoi también había sido responsable del Game & Watch, así como los juegos para la NES Metroid y Kid Icarus. La Game Boy fue objeto de críticas por parte de algunos sectores de la industria, diciendo que su pantalla monocromática era demasiado pequeña, y su potencia de procesamiento era inadecuada. Sin embargo el equipo de diseño había considerado que bajo precio y escaso consumo de batería eran las cuestiones más importantes y, en comparación con la MicroVision, la Game Boy fue un gran paso adelante.

Yokoi reconoció que la Game Boy necesitaba una killer application, esto es, al menos un juego que definiera la consola y persuadiera a los clientes a comprarla. En junio de 1988 Minoru Arakawa, por entonces CEO de Nintendo América, vio una demostración del Tetris en una feria comercial. Nintendo compró los derechos sobre el juego, y se distribuyó con la consola. Fue un éxito inmediato: a finales de año se habían vendido más de un millón de unidades solo en los Estados Unidos. A 31 de marzo de 2005, entre la Game Boy y la Game Boy Color habían vendido más de 118 millones de unidades en todo el mundo.

#### Atari Lynx

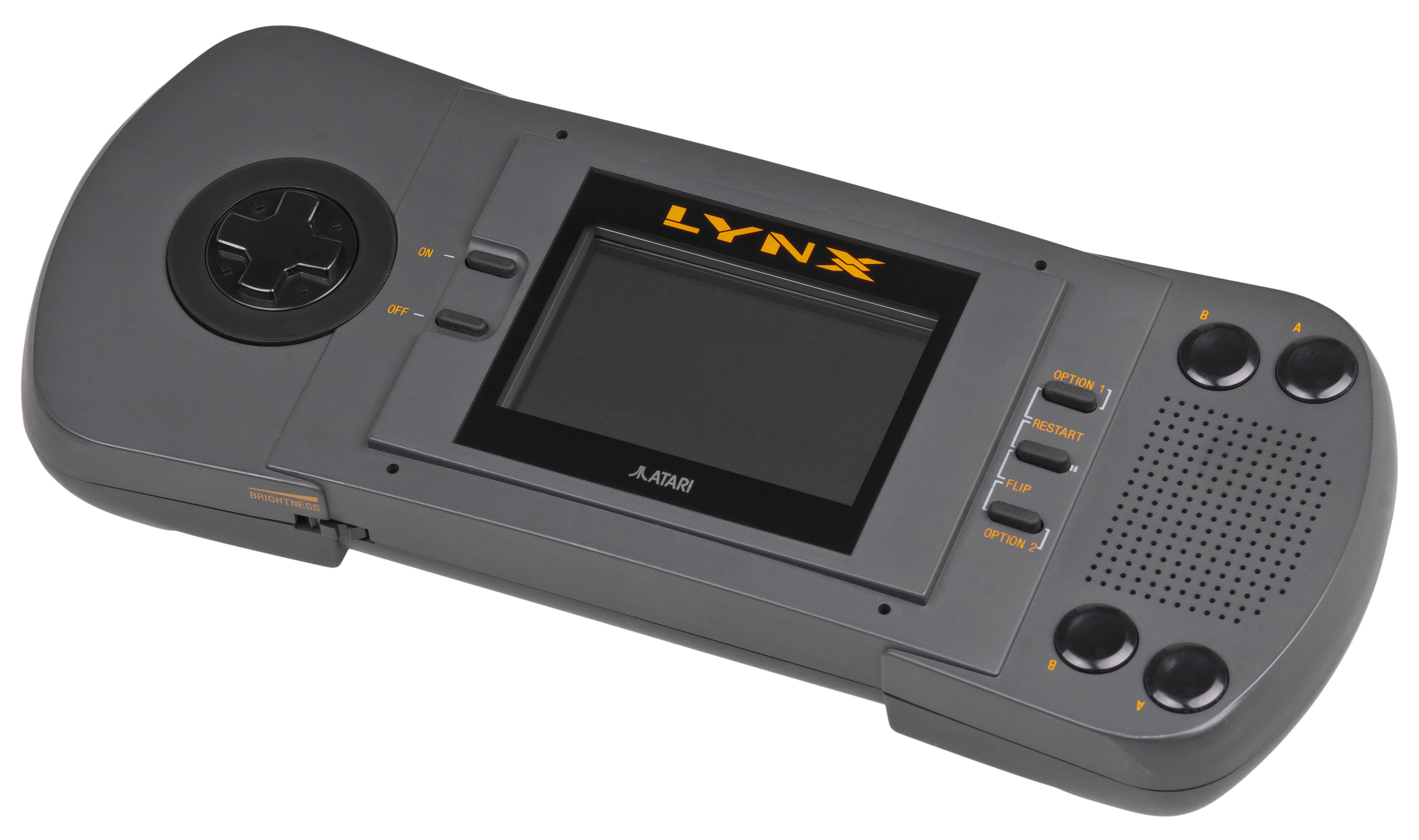
La Atari Lynx fue la primera consola portátil a color del mundo, y la primera con una pantalla retroiluminada.

En 1987 Epyx creó la Handy Game, un dispositivo que se convertiría en la Atari Lynx en 1989. Fue la primera consola portátil a color del mundo, y la primera con una pantalla retroiluminada. También ofrecía la posibilidad de jugar en red con hasta 17 jugadores, y un hardware avanzado que permitía la función de zum y el escalado de sprites. Además, la Lynx era reversible, para que fuera utilizada por los jugadores zurdos. Sin embargo, todas estas características repercutieron en un precio muy elevado, lo que llevó a los consumidores a buscar alternativas más baratas. La Lynx también era muy difícil de manejar, consumía baterías muy rápidamente, y carecía del soporte de terceros del que gozaban sus competidoras. Debido a su alto precio, la corta vida de la batería, la escasa producción, la escasez de juegos atractivos y la agresiva campaña de marketing de Nintendo, y a pesar de su rediseño en 1991, la Lynx se convirtió en un fracaso comercial. A pesar de ello, empresas como Telegames ayudaron a mantener vivo el sistema mucho más allá de su importancia comercial, y cuando Hasbro, el nuevo propietario de Atari, liberó los derechos de desarrollo de la consola para el dominio público, desarrolladores independientes como Songbird Productions han continuado lanzando nuevos juegos comerciales para el sistema cada año.

### Años 1990

#### TurboExpress

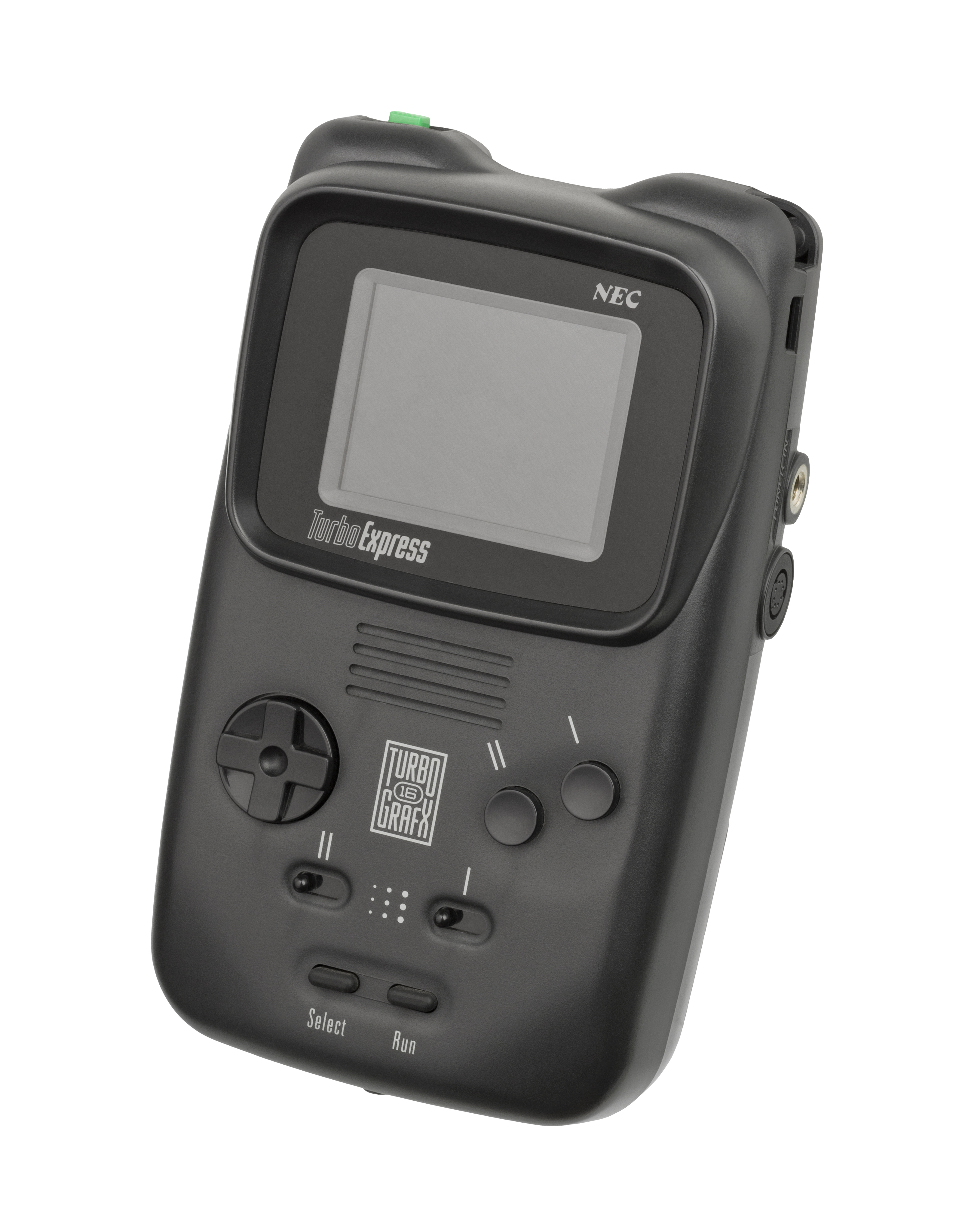
TurboExpress.

La TurboExpress era una versión portátil de la PC Engine. Fue lanzada en 1990 por la compañía japonesa NEC Corporation a un precio de 250 dólares, un precio elevado para la época. En Japón se lanzó bajo el nombre PC Engine GT.
Era la portátil más avanzada de su tiempo y podía jugar todos los juegos de la PC Engine (que se estaban disponibles en unas tarjetas de memoria del tamaño de una tarjeta de crédito denominadas HuCard). Tenía una pantalla de 66 mm, la misma que la Game Boy original, pero con una resolución mucho más alta, y podría mostrar 64 sprites a la vez, 16 por scanline, en 512 colores (aunque el hardware sólo podía manejar 481 colores simultáneos). Tenía 8 kilobytes de memoria RAM y su CPU era un HuC6280 a 1,79 o 7,16 MHz. Funcionaba con 6 pilas AA o con un adaptador CA; la escasa duración de las pilas obligaba a utilizar a menudo el adaptador de corriente.

Fue la primera videoconsola portátil en disponer de un sintonizador de TV, el «TurboVision», dispositivo opcional que incluía una entrada de audio/vídeo RCA, lo que permitía a los usuarios utilizar la TurboExpress como un monitor de vídeo. El «TurboLink» posibilitaba el juego entre dos jugadores; Falcon, un simulador de vuelo de combate, incluía un modo de batalla cara a cara que sólo se podía acceder a través del TurboLink. Sin embargo, muy pocos juegos diseñados para la TurboExpress ofrecían ese modo de juego cooperativo.

#### Gamate

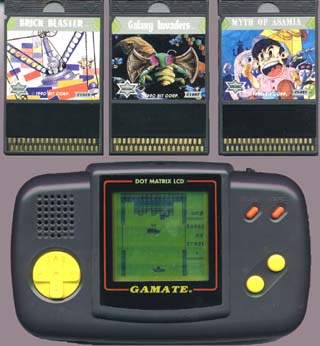
Gamate con 3 juegos.

La Gamate, de la compañía taiwanesa Bit Corporation, fue el uno de los primeros sistemas de juego portátiles nacidos tras el éxito de la Game Boy de Nintendo. Fue lanzada en Asia en 1990 y distribuida en todo el mundo en 1991.
Al igual que la Sega Game Gear, era de diseño horizontal y, al igual que la Game Boy, requería 4 pilas AA que permitían unas 20 horas de juego. A diferencia de muchos clones asiáticos de la Game Boy, los componentes internos de la Gamate eran ensamblados profesionalmente, aunque se suministró dos tipos de pantalla a lo largo de su vida, y una de ellas era de una calidad claramente inferior. Incluso para los estándares de la época, su pantalla era bastante difícil de usar, y sufría de problemas de desenfoque de movimiento similares a los de la primera generación de Game Boy. Probablemente a causa de este hecho las ventas fueron bastante pobres, y Bit Corp cerró en 1992. Sin embargo, continuaron saliendo nuevos juegos para el mercado asiático durante varios años.

Curiosamente, juegos para la Gamate fueron diseñados con sonido estéreo, pero la consola sólo estaba equipado con un altavoz mono. Para apreciar la gama de sonidos completa, los usuarios debían conectar unos auriculares.

#### Game Gear

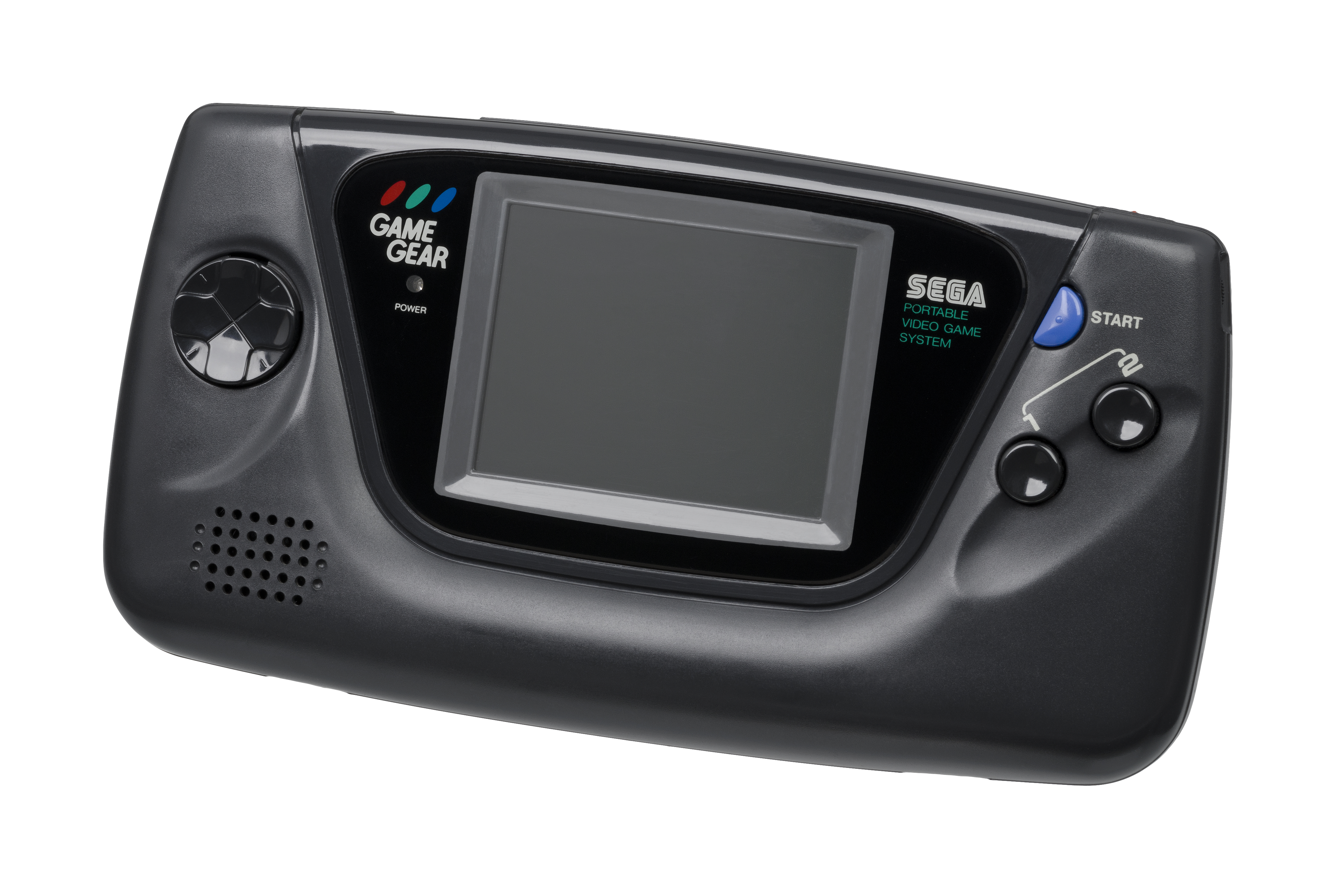
Sega Game Gear.

La Game Gear, desarrollada por Sega, fue la tercera consola portátil a color, tras la Lynx y la TurboExpress. Lanzada en Japón en 1990 y en América del Norte y Europa en 1991, se basaba en la Master System, lo que facilitaba a los desarrolladores de juegos portar los de la gran biblioteca existente para la Master System a la Game Gear. Aunque sin alcanzar nunca el nivel de éxito disfrutado por Nintendo, la Game Gear demostró ser uno de sus mayores competidores, y duró más que cualquiera de las otras rivales de la Game Boy.

Tras el éxito de Sega con la Game Gear, comenzaron el desarrollo de un sucesor durante la década de 1990, que pretendía ofrecer una interfaz de pantalla táctil, muchos años antes de la Nintendo DS. Sin embargo, esta tecnología era muy costosa por entonces, y se estimó que tendría que venderse a un precio de 289 dólares en el caso de que se desarrollase. Sega finalmente optó por dejar de lado la idea y lanzar la Nomad, una versión portátil de la Mega Drive (conocida en Estados Unidos como Genesis), como su sucesora.

#### Watara Supervision

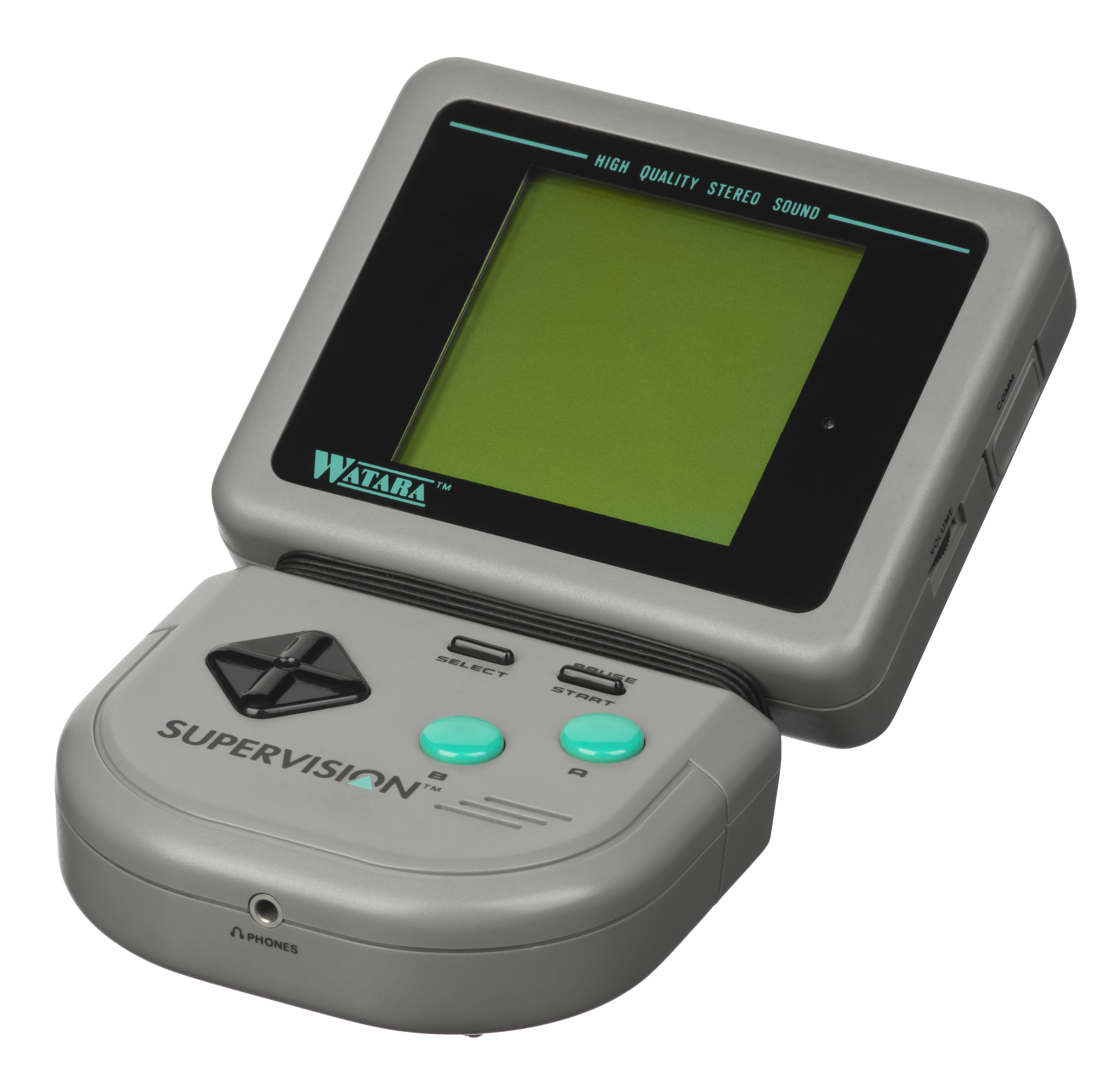
Watara Supervision con pantalla giratoria.

La Watara Supervision fue lanzada en 1992 por la compañía Watara como otro intento asiático de competir con bajos precios con la Game Boy. El primer modelo diseñado era muy parecido a un Game Boy, aunque de color gris y tenía una pantalla ligeramente más grande. El segundo modelo se realizó con una bisagra en el centro y podía doblarse ligeramente para proporcionar una mayor comodidad para el usuario. Aunque el sistema disfrutó de cierto éxito, nunca afectó a las ventas de Nintendo o Sega. Fue rediseñada en varias ocasiones, la última como Magnum Supervision, similar una Game Boy Pocket, lanzada en cantidades limitadas y disponible en tres colores: amarillo, verde y gris. Aunque Watara desarrolló muchos de los juegos por sí misma, recibía apoyo de terceros, sobre todo de la compañía taiwanesa Sachen.
Disponía de un adaptador de TV tanto en formato PAL como NTSC que podrían transferir la paleta en blanco y negro de la Supervision a 4 colores, de forma similar en algunos aspectos al Super Game Boy de Nintendo.

#### Hartung Game Master
The Hartung Game Master es una consola de mano oscura lanzada en un punto desconocido a principios de la década de 1990. Sus gráficos eran mucho más bajos que la mayoría de sus contemporáneos, de complejidad similar al Atari 2600. Estaba disponible en negro, blanco y morado, y sus distribuidores, como Delplay, Videojet y Virella, lo marcaban con frecuencia.

Se desconoce el número exacto de juegos lanzados, pero es probable que alrededor de los 20. El sistema aparece con mayor frecuencia en Europa y Australia.

### Finales de los años 1990
A finales de los años 1990 la falta de un desarrollo significativo en la línea de productos de Nintendo permitió que sistemas más avanzados, como la Neo Geo Pocket Color o la WonderSwan Color lograran un éxito moderado.

#### Sega NOMAD

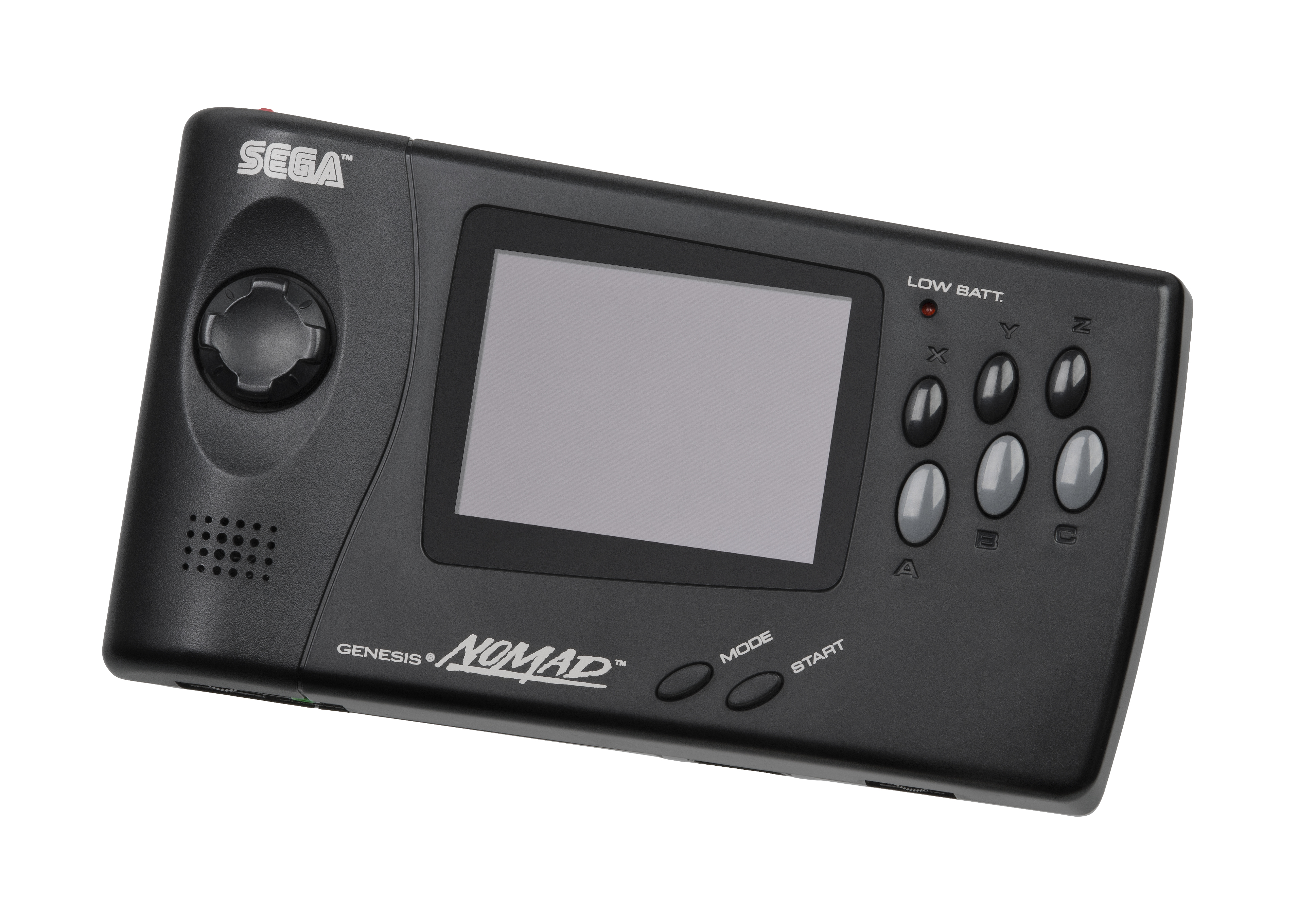
Sega Nomad

La Nomad fue lanzado en octubre de 1995 en América del Norte solamente.  El lanzamiento fue cinco años después del sega Génesis, con una biblioteca existente de más de 500 juegos de Génesis. Según el exjefe de investigación y desarrollo de Sega of America, Joe Miller, el Nomad no estaba destinado a ser el reemplazo de Game Gear y cree que había poca planificación por parte de Sega de Japón para la nueva consola portail. Sega fue compatible con cinco consolas diferentes: Saturn, Genesis, Game Gear, Pico, y el Master System, así como los complementos como Sega CD 32X
En Japón, el Mega Drive nunca tuvo éxito y el Saturn tuvo más éxito que el PlayStation de Sony, por lo que el CEO de Sega Enterprises, Hayao Nakayama, decidió centrarse en el Saturn. En 1999, el Nomad se vendía a menos de un tercio de su precio original.

#### Game Boy Pocket

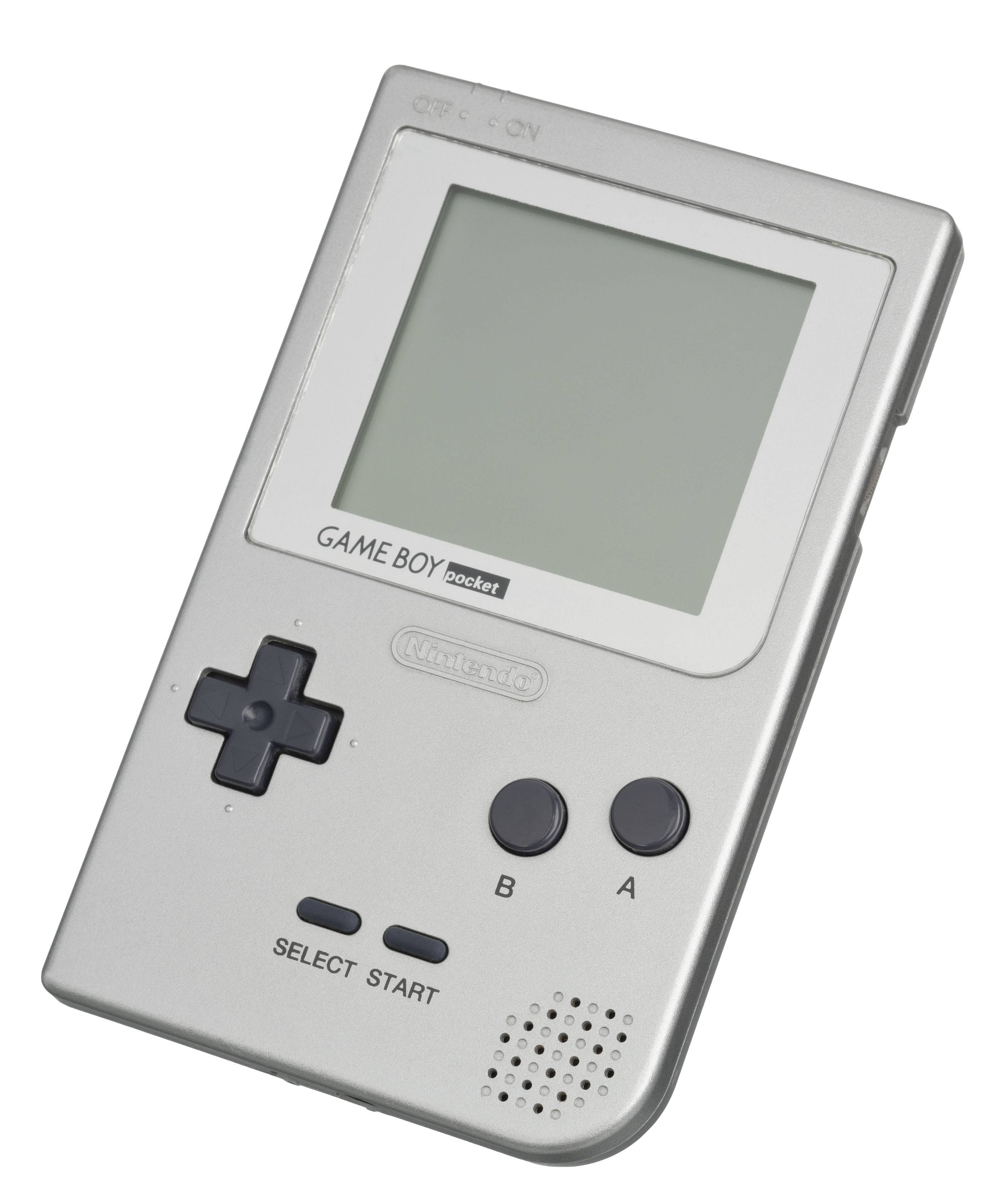
The 1st release Game Boy Pocket

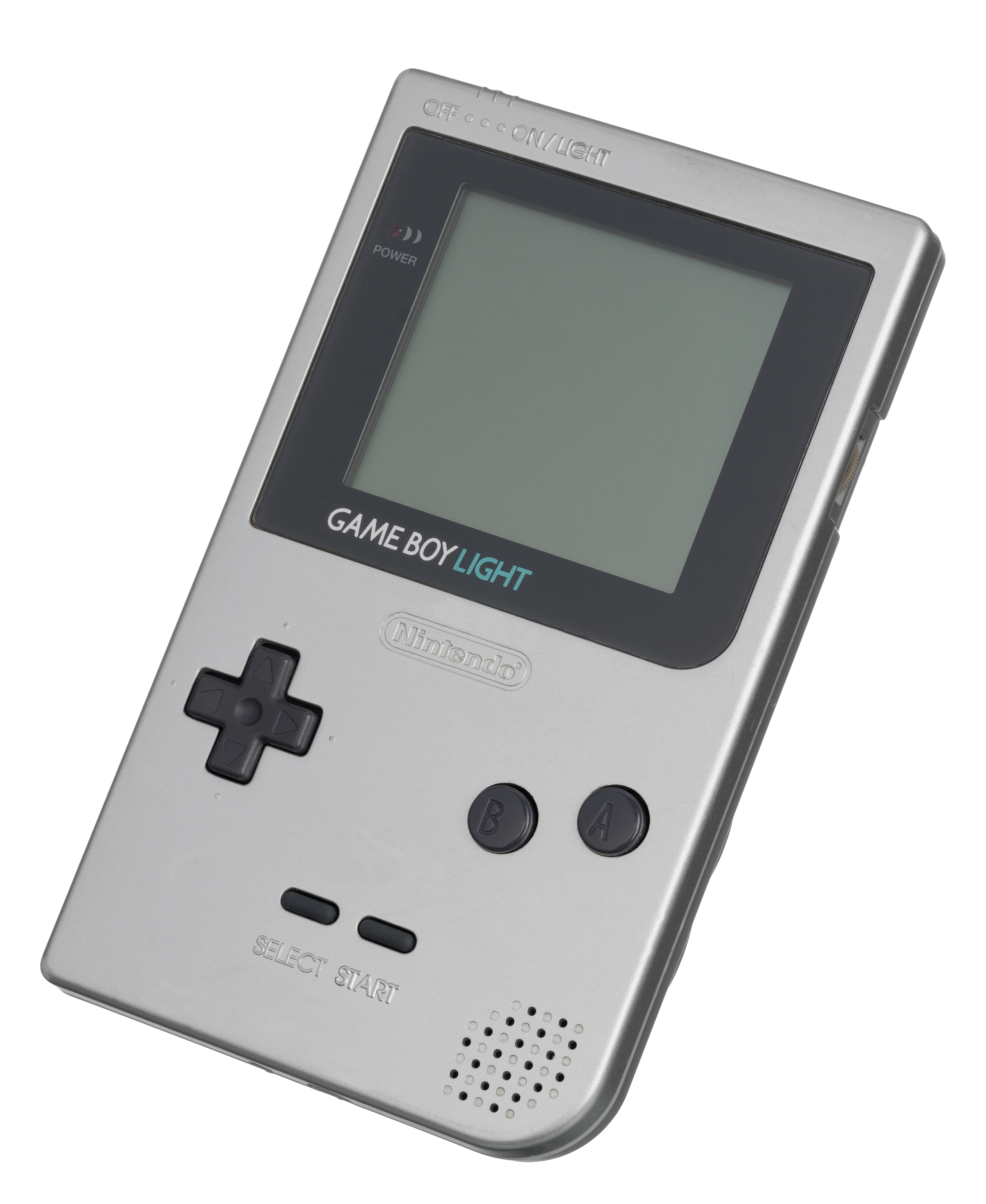
Game Boy Light

En 1996, Nintendo lanzó el Game Boy Pocket: una unidad más pequeña y ligera que requería menos baterías. Tiene espacio para dos pilas AAA, que proporcionan aproximadamente 10 horas de juego. La unidad también está equipada con un conector de CC de 3 voltios, 2.35 mm x 0.75 mm que se puede utilizar para alimentar el sistema. El Pocket tiene un puerto de link más pequeño, que requiere un adaptador para vincularse con la Game Boy anterior. El diseño del puerto se utiliza en todos los modelos posteriores de Game Boy, excepto Game Boy Micro. La pantalla se cambió a una verdadera pantalla en blanco y negro, en lugar de la pantalla monocromática "sopa de guisantes" del Game Boy original.. Además, el Game Boy Pocket (GBP) tiene una pantalla más grande que el Game Boy Color (GBC) que más tarde lo reemplazó. La pantalla GBP tiene una altura de 65 milímetros (2,56 pulgadas), 48,5 milímetros (1,91 pulgadas) de ancho y 43,5 milímetros (1,71 pulgadas) de altura, en comparación con un 59 milímetros (2,32 pulgadas). ) diagonal para el GBC. Aunque, al igual que su predecesor, el Game Boy Pocket no tiene retroiluminación para permitir el juego en un área oscura, mejoró notablemente la visibilidad y el tiempo de respuesta de los píxeles (la mayoría eliminando las imágenes gosting). La primera versión no tenía un LED de encendido. Esto pronto se agregó debido a la demanda del público, junto con nuevas unidades de Game Boy Pocket de diferentes colores (lanzadas el 28 de abril de 1997), algunas de ellas nuevas en la línea Game Boy. Hubo varios Game Boy Pockets de edición limitada, incluyendo una unidad metálica Blue Ice y una modelo rosa exclusiva de Japón.[cita requerida] Game Boy Pocket no era una nueva plataforma de software, jugaba el mismo software que el modelo original de Game Boy.
Apareció también una  edición esqueleto de Famitsu en 1997, que tenía solo 5.000 unidades lanzadas, y una edición amarilla clara.[cita requerida]

#### Game.com

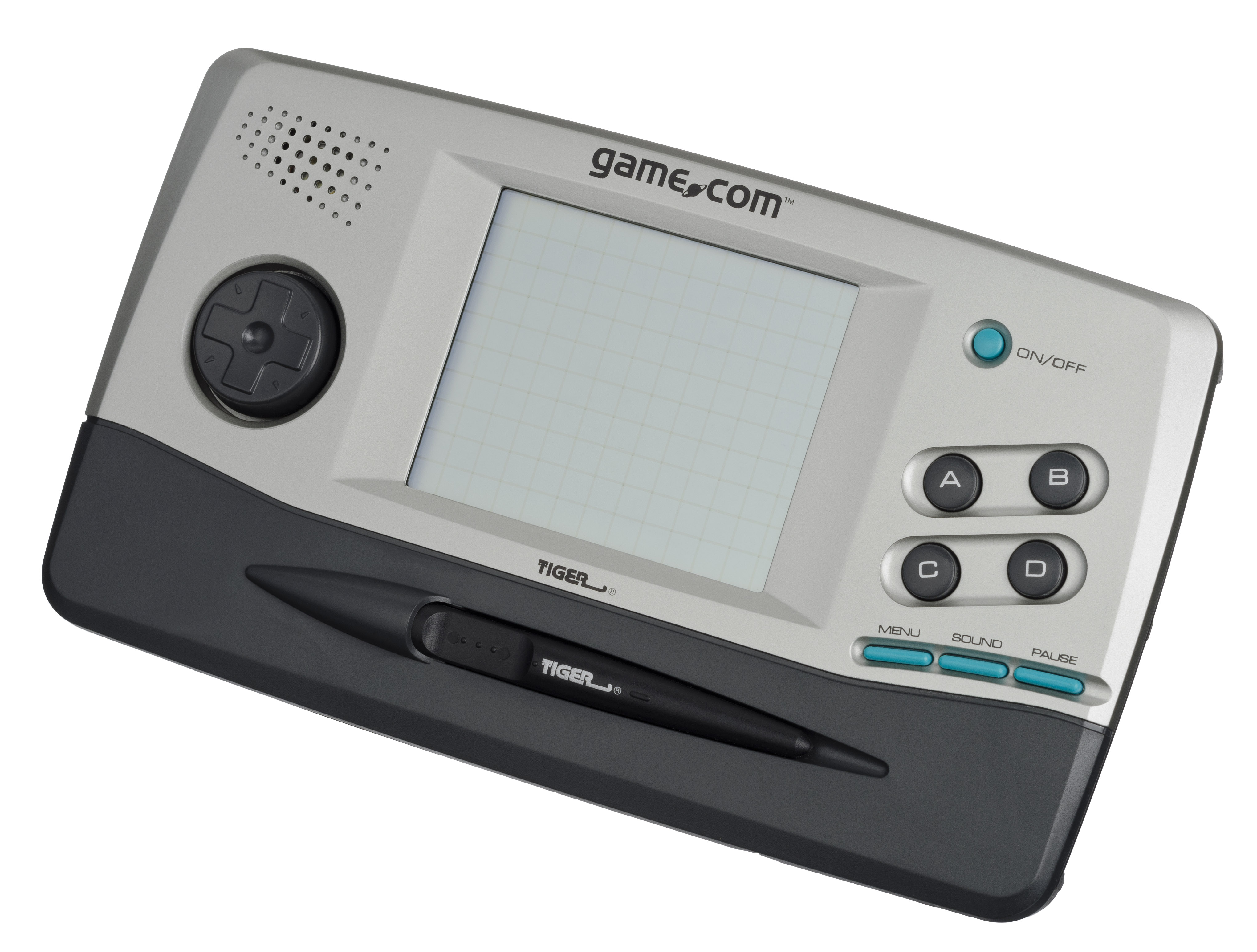
Game.com.

La Game.com fue una consola de juegos portátil lanzada por la compañía estadounidense Tiger Electronics (posteriormente integrada en Hasbro) en 1997. Ofrecía muchas novedades en el mundo de las consolas portátiles y estaba dirigido a un mercado objetivo de mayor edad, con características y funciones tipo PDA, como la pantalla táctil y el puntero, aunque Tiger esperaba que desafiaría a la Game Boy y también ganaría seguidores entre los jugadores más jóvenes. A diferencia de otras consolas de juego portátiles, las primeras consolas Game.com incluían dos ranuras para cartuchos de juegos, algo que no volvería a darse hasta los lanzamientos de la Tapwave Zodiac, la Nintendo DS o la DS Lite, y podrían conectarse a un módem de 14,4 kbit/s. Los modelos posteriores tenían una única ranura para cartuchos.

#### Game Boy Color

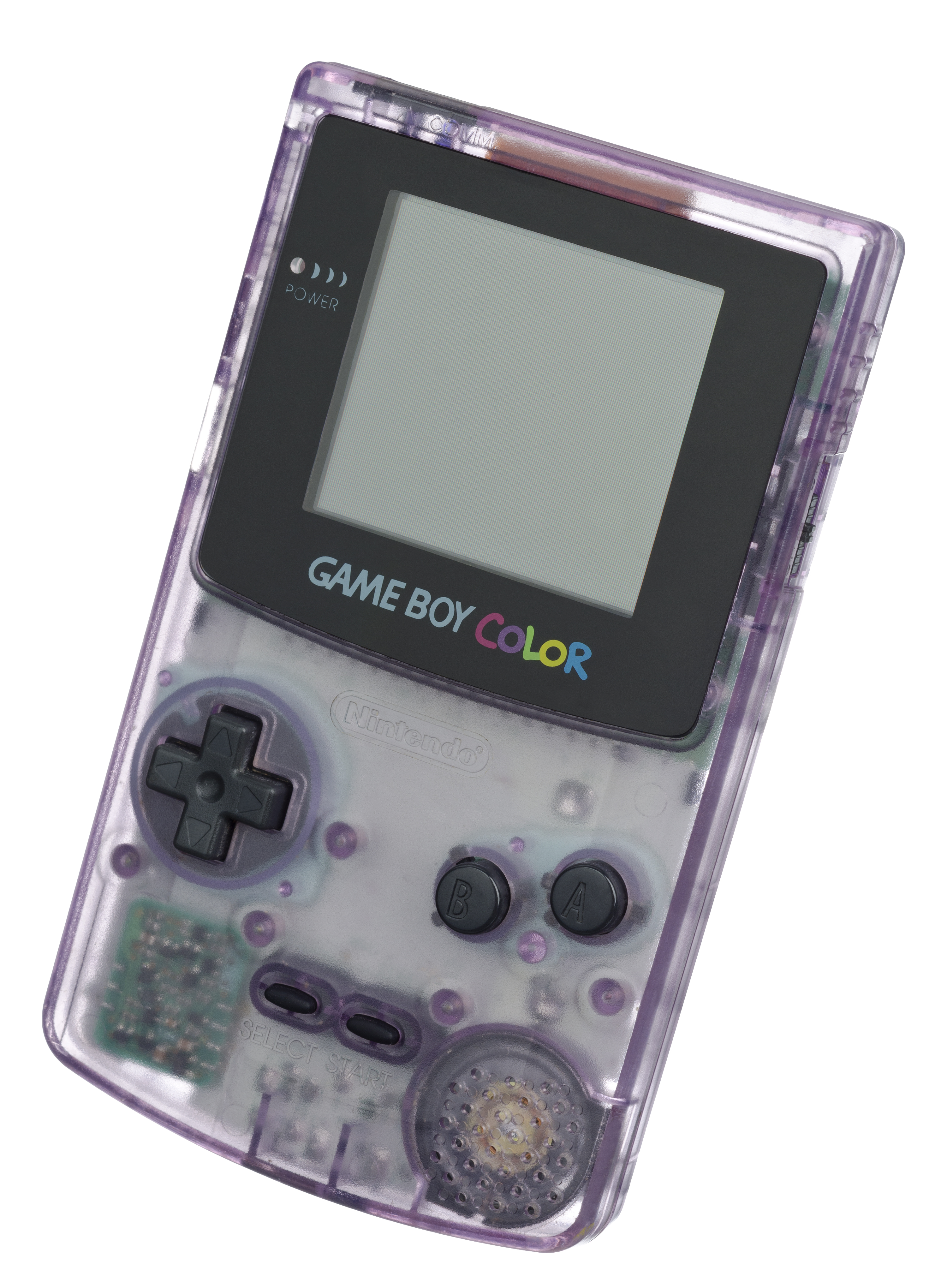
La Game Boy Color fue la primera consola portátil de Nintendo en color, y la primera consola portátil retrocompatible.

La Game Boy Color, generalmente conocida como GBC, era la sucesora de Nintendo para la Game Boy. Fue lanzada el 21 de octubre de 1998 en Japón y en noviembre del mismo año en los Estados Unidos. Contaba con una pantalla a color, y era ligeramente más grande que la Game Boy Pocket. Su procesador era dos veces más rápido que el de la Game Boy y tenía el doble de memoria. También tenía un puerto de comunicaciones por infrarrojos para comunicación inalámbrica que no se incluyó en las versiones posteriores de la Game Boy, como la Game Boy Advance.
La Game Boy Color fue una respuesta a la presión de los desarrolladores de juegos que demandaban un nuevo sistema, pues consideraban que la Game Boy, incluso en su última iteración, la Game Boy Pocket, era insuficiente. El producto resultante fue la primera consola portátil retrocompatible de la historia, lo que le permitió aprovecharse del enorme catálogo de juegos de su predecesora. Esta característica se aplicó posteriormente a todas las consolas de la línea Game Boy, una gran ventaja sobre sus competidoras al contar de salida con un catálogo muy extenso y conocido de juegos en sus respectivos lanzamientos. A 31 de marzo de 2005, entre la Game Boy y Game Boy Color habían vendido más de 118 millones de unidades en todo el mundo.

La consola podía mostrar en pantalla hasta 56 colores diferentes al mismo tiempo de su paleta de 32.768, y podría añadir un sombreado básico de cuatro colores a los juegos que se habían desarrollado para la Game Boy original. También daba a los sprites y fondos colores diferentes, para un total de más de cuatro colores.

#### PocketStation

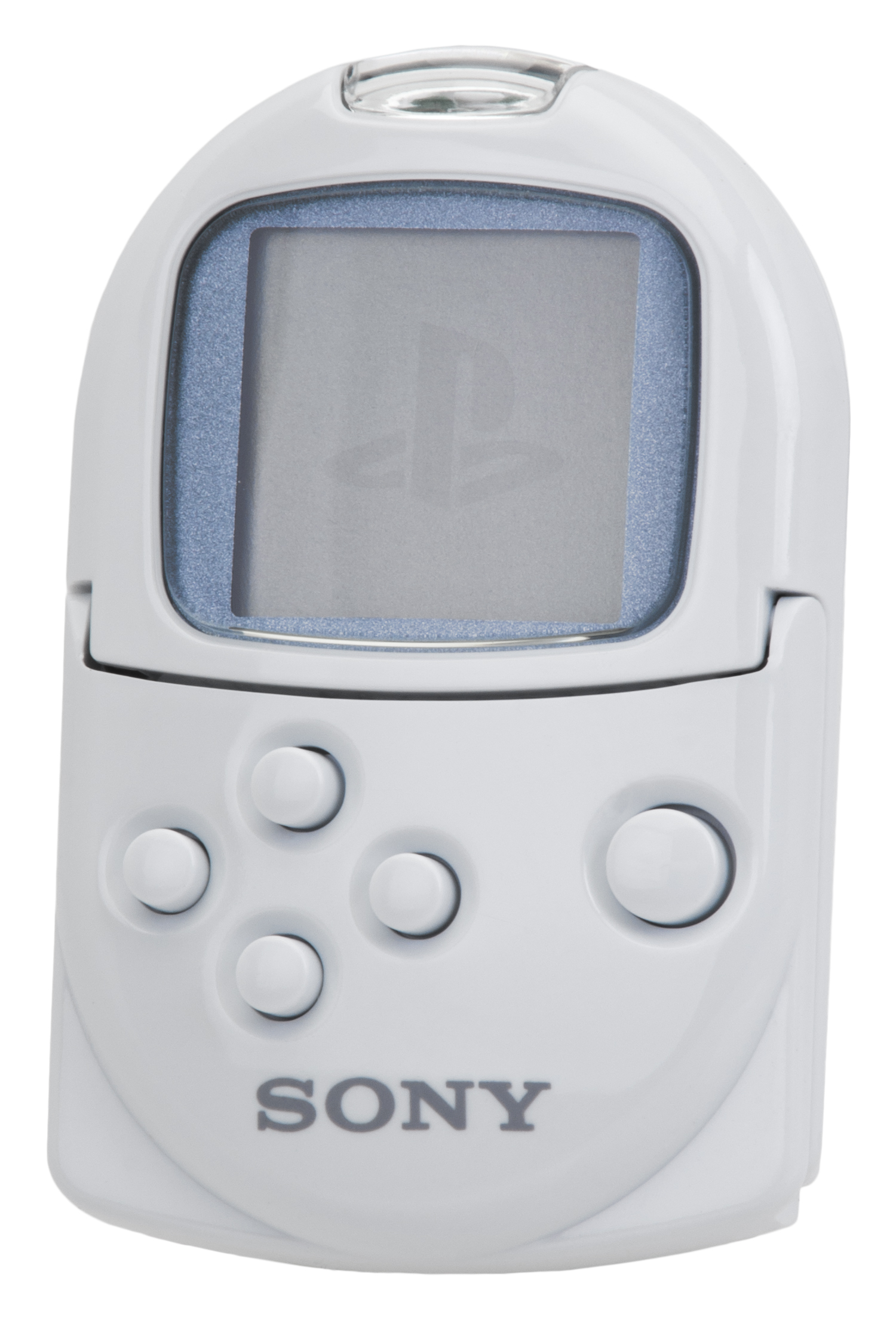
PocketStation, la primera consola portátil de Sony, del año 1999.

PocketStation es la primera consola portátil de Sony, y la predecesora de la PSP. Esta consola únicamente salió en Japón el día 23 de enero de 1999, era la competencia de Game Boy Color, y funcionaba como una memory card común de la PlayStation, y algunos juegos como Ridge Racer Type 4, Metal Gear Solid: Integral, Mega Man X6, etc., eran compatibles con ésta memoria, y a pesar de que fue un sistema muy innovador, lastimosamente no pudo vender lo suficientemente para ser exportado a nivel mundial. Aun así, en Latinoamérica y Europa se pueden encontrar algunas unidades de esta portátil. Tan solo vendió 5 millones de unidades en Japón, y fue descontinuada en el 2002.

#### Neo Geo Pocket Color

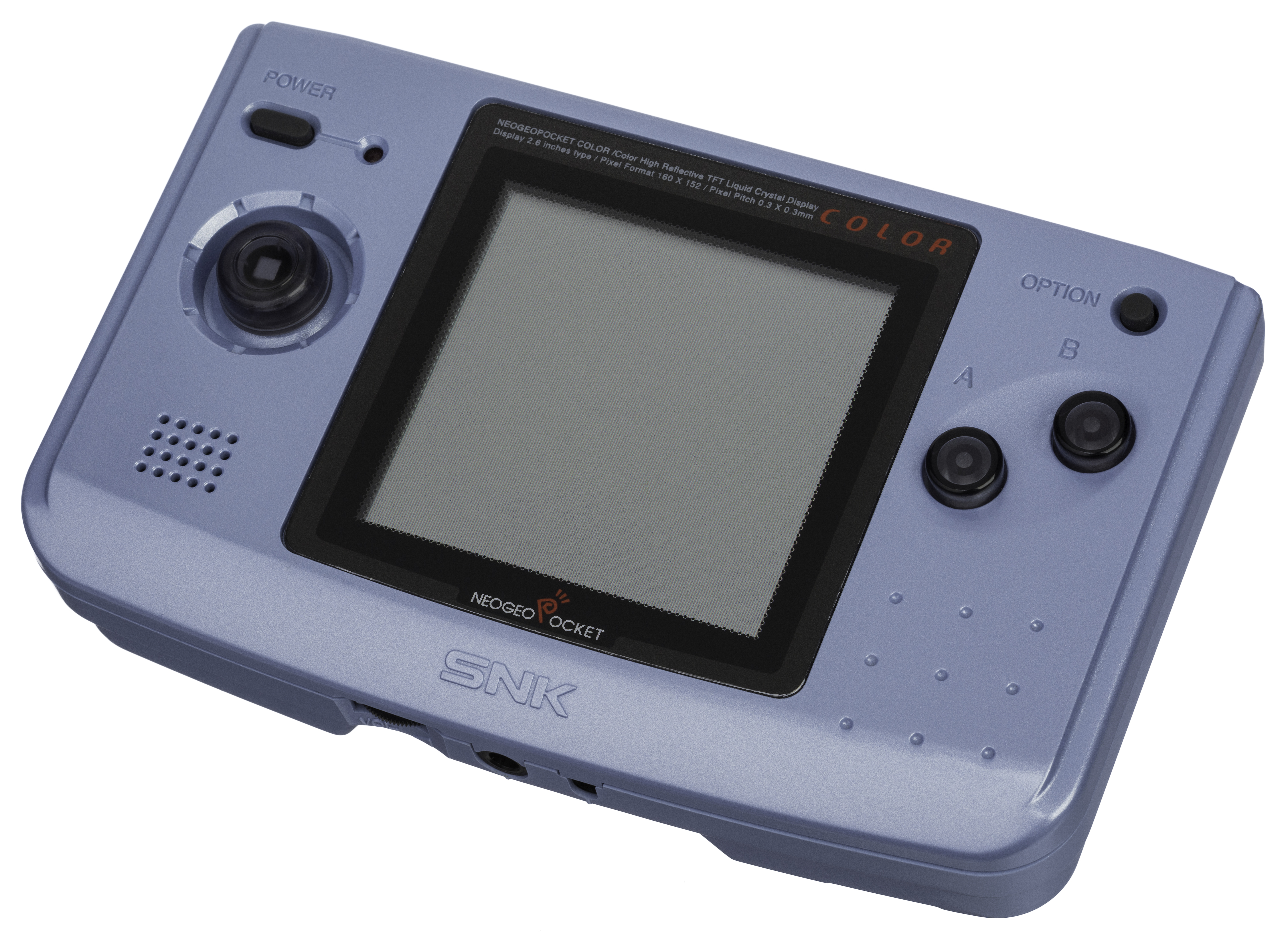
Neo Geo Pocket Color.

La Neo Geo Pocket Color (NGPC) fue lanzada en marzo de 1999 en Japón y en agosto y octubre del mismo año en Estados Unidos y Europa, respectivamente. Fue una consola de juegos portátil de 16 bits a color diseñada por la japonesa SNK, el fabricante de la consola de sobremesa y arcade Neo-Geo. Fue la sucesora de la portátil monocroma Neo Geo Pocket que había lanzado SNK en 1998 en Japón. 
Tras un inicio con unas buenas ventas en los EE. UU. y Japón, con 14 títulos en el momento de su lanzamiento (un récord en ese momento), el bajo apoyo a las ventas al por menor en EE. UU., la falta de comunicación con los desarrolladores de terceros por la administración estadounidense de SNK, el extraordinario éxito de la franquicia Pokémon de Nintendo, la anticipación de los 32 bits de la Game Boy Advance, así como la fuerte competencia de la WonderSwan de Bandai en Japón, dio lugar a una fuerte disminución de las ventas en ambas regiones.

Fue la última consola de videojuegos de SNK, ya que la empresa se declaró en quiebra el 22 de octubre de 2001.

### Años 2000

#### WonderSwan Color

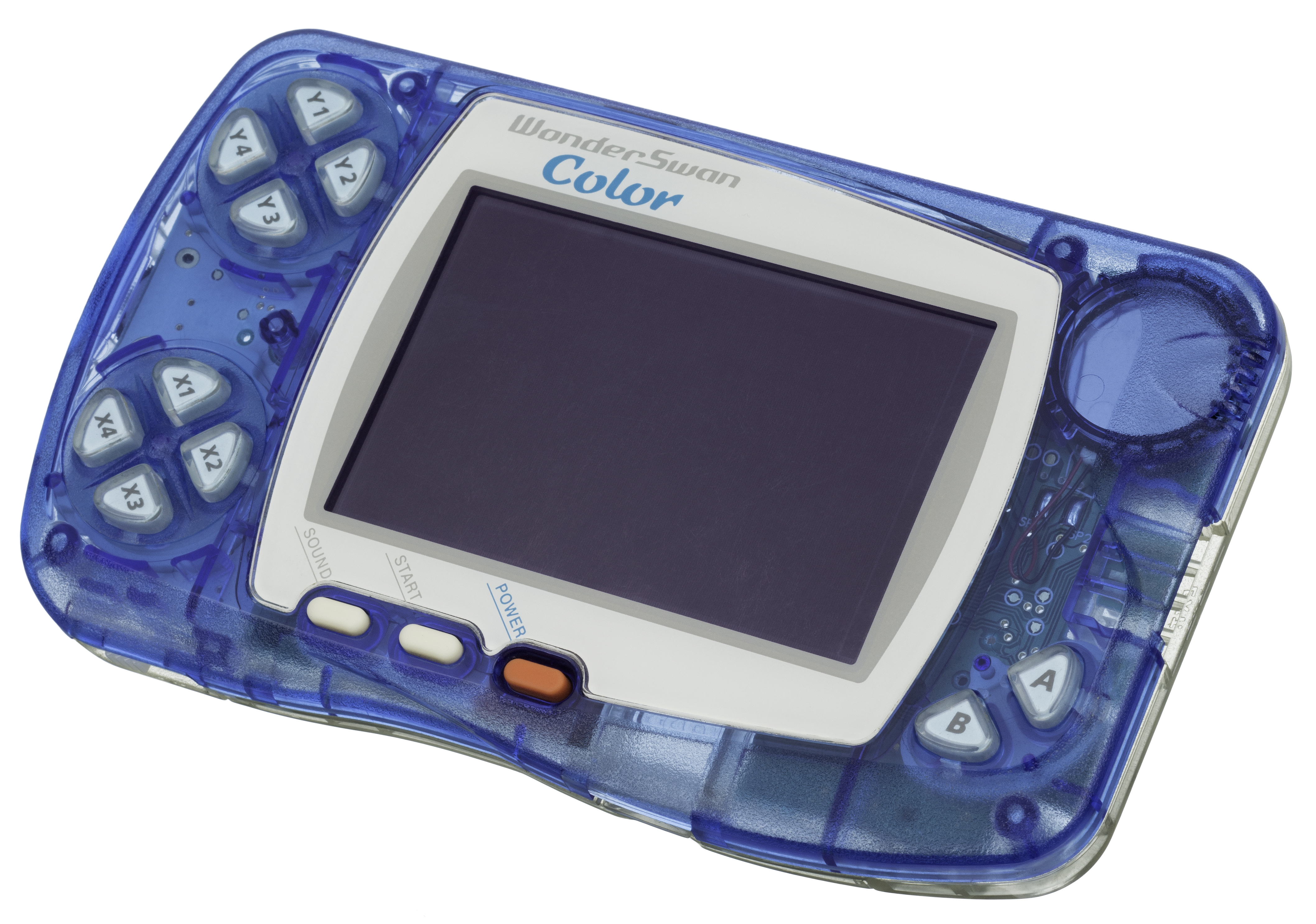
WonderSwan Color.

La WonderSwan Color fue una consola de juegos portátil diseñada por empresa de juguetes japonesa Bandai. Fue lanzada el 9 de diciembre de 2000 en Japón, y tuvo un éxito moderado.
La WonderSwan original tenía una pantalla en blanco y negro. Aunque la WonderSwan Color era un poco más grande y más pesada (7 mm y 2 g) en comparación con la WonderSwan original, la versión en color contaba con 512 kB de RAM y una pantalla LCD a color más grande. Sus juegos eran compatibles con la WonderSwan original.
Antes del lanzamiento de la WonderSwan, Nintendo tenía prácticamente un monopolio en el mercado japonés de las portátiles de videojuegos. Tras el lanzamiento de la WonderSwan, Bandai se hizo con aproximadamente el 8% de la cuota de mercado en Japón, en parte debido a su bajo precio, de 6800 yenes (unos 65 dólares).

Otra razón del éxito de la WonderSwan en Japón fue el hecho de que Bandai logró llegar a un acuerdo con Squaresoft para portar los juegos originales de Final Fantasy para la NES con gráficos y controles mejorados. Sin embargo, con la llegada de la Game Boy Advance en marzo de 2001 y la reconciliación entre Squaresoft y Nintendo, la WonderSwan Color y su sucesora, la SwanCrystal, perdieron rápidamente su ventaja competitiva.

### Principios de los años 2000
El mercado de las videoconsolas portátiles al inicio de los años 2000 estuvo dominado sobre todo por Nintendo con su Game Boy Advance. En 2003 Nokia lanzó el N-Gage, un intento fallido de combinación entre consola portátil y teléfono móvil .

#### Game Boy Advance

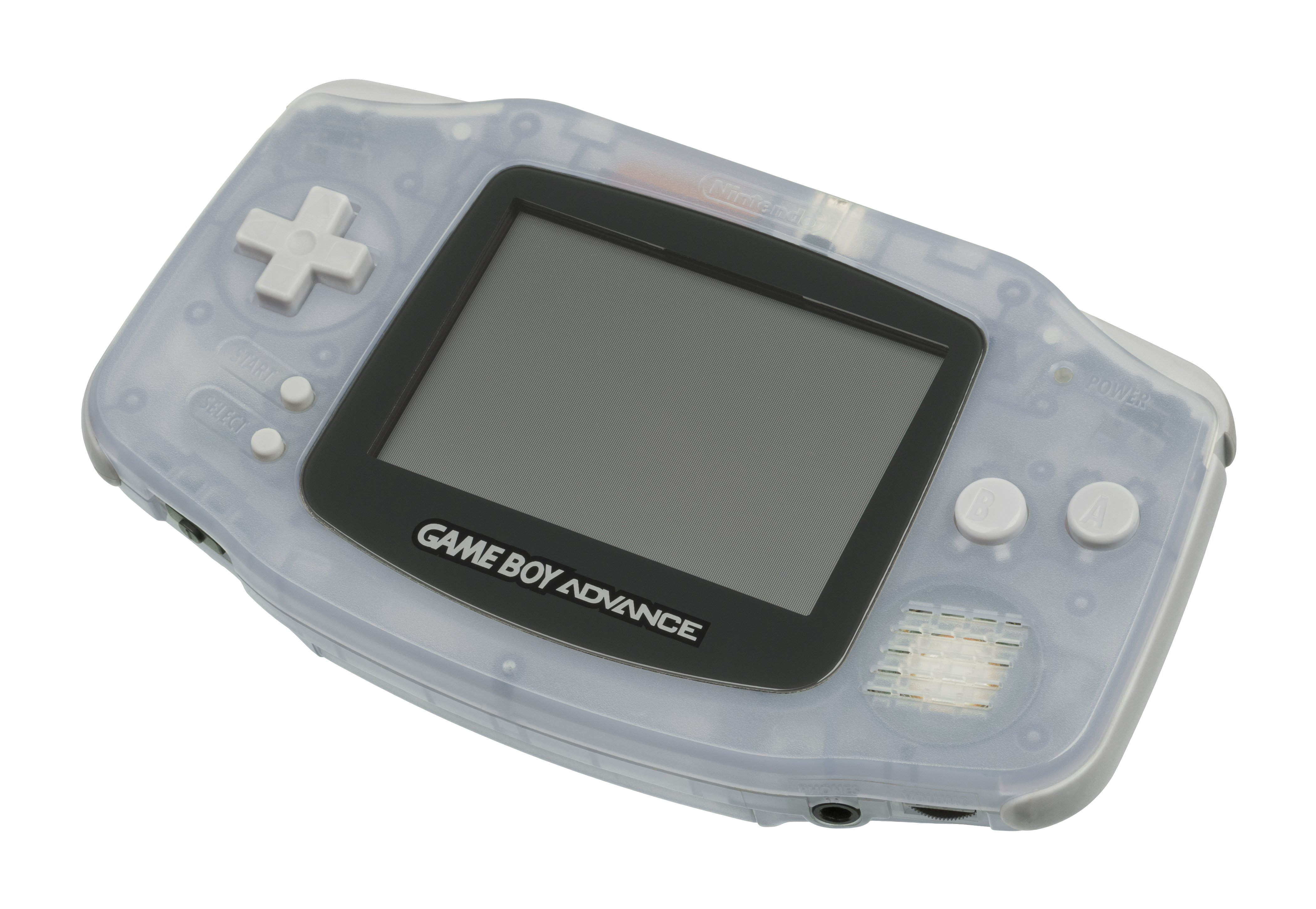
La GBA fue un nuevo paso en la exitosa serie de consolas portátiles Game Boy.

En 2001 Nintendo lanzó la Game Boy Advance, conocida generalmente como GBA, de formato horizontal y que añadía dos botones laterales, una pantalla más grande y mayor potencia de proceso que la Game Boy Color.
Su diseño fue revisado y el resultado fue la Game Boy Advance SP, lanzada en marzo de 2003. Al igual que la GBA, era totalmente retrocompatible con sus antecesoras de la serie Game Boy, pero la SP tenía ofrecía un diseño bastante distinto del inicial, más compacto y plegable del tipo clamshell, y con algunas novedades, como la batería de ion de litio recargable y pantalla a color con iluminación frontal. Aunque al plegarse tenía la mitad de tamaño que la GBA original, la pantalla seguía siendo del mismo tamaño. 
En 2005 se lanzó otra de sus iteraciones, la Game Boy Micro. En esta revisión se sacrificó tamaño de pantalla y la compatibilidad con sus antecesoras, para a cambio conseguir una notable reducción de tamaño total.
La GBA también introdujo el concepto novedoso: la posibilidad de conectarse mediante un cable opcional con la GameCube, lo que le permitía compartir información entre ambas y la posibilidad de utilizar el sistema portátil como un controlador de consola. Muchos juegos permitían utilizar esta función, como Animal Crossing, Pac-Man Vs., Final Fantasy Crystal Chronicles, The Legend of Zelda: Four Swords Adventures, The Legend of Zelda: The Wind Waker, Metroid Prime o Sonic Adventure 2: Battle.

Al igual que sus antecesoras, fue un notable éxito comercial. A 31 de diciembre de 2007, la GBA, la GBA SP y la Game Boy Micro habían vendido en conjunto más de 80 millones de unidades en todo el mundo.

#### Game Park 32

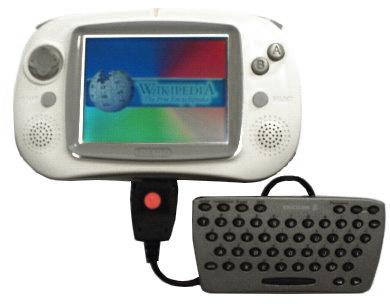
GP32 FLU. La GP32 era de código abierto y se hizo muy popular entre desarrolladores aficionados.

La Game Park 32 original, denominada habitualmente GP32, fue lanzada en noviembre de 2001 por la compañía surcoreana Game Park, y distribuida inicialmente solo en ese país. Contaba con una CPU ARM920 de 32 bits a 40-133 MHz, 8 MB de memoria RAM y una pantalla algo más grande que una GBA. Además contaba con reproductor de MP3 y DivX y lector de libros electrónicos. Como almacenamiento utilizaba tarjetas SmartMedia, con una capacidad de hasta 128 MB, o información descargada a través de un cable USB desde un ordenador personal.
Se lanzaron tres versiones, cuya diferencia estaba fundamentalmente en la iluminación de la pantalla. La primera versión se denominó GP32 NLU, y carecía de iluminación. Fue rediseñada en 2003, añadiéndole una pantalla con iluminación frontal, bajo la denominación GP32 FLU. En verano de 2004 salió la GP32 BLU, esta vez con pantalla retroiluminada. Esta última se diseñó para su lanzamiento en Europa.

Aunque no fue un éxito comercial al nivel de los dispositivos portátiles convencionales, su mayor virtud fue que era de código abierto y, a diferencia de otros sistemas portátiles que utilizaban cartuchos patentados, la GP32 utilizaba tarjetas SmartMedia para almacenar programas y datos, y aunque disponía de unos pocos juegos comerciales se hizo sobre todo muy popular por los emuladores de consolas clásicas de 16 bits como la Mega Drive, la Super Nintendo o la NES y entre los desarrolladores aficionados que programaban sus propios juegos, especialmente en Visual C++.

#### N-Gage

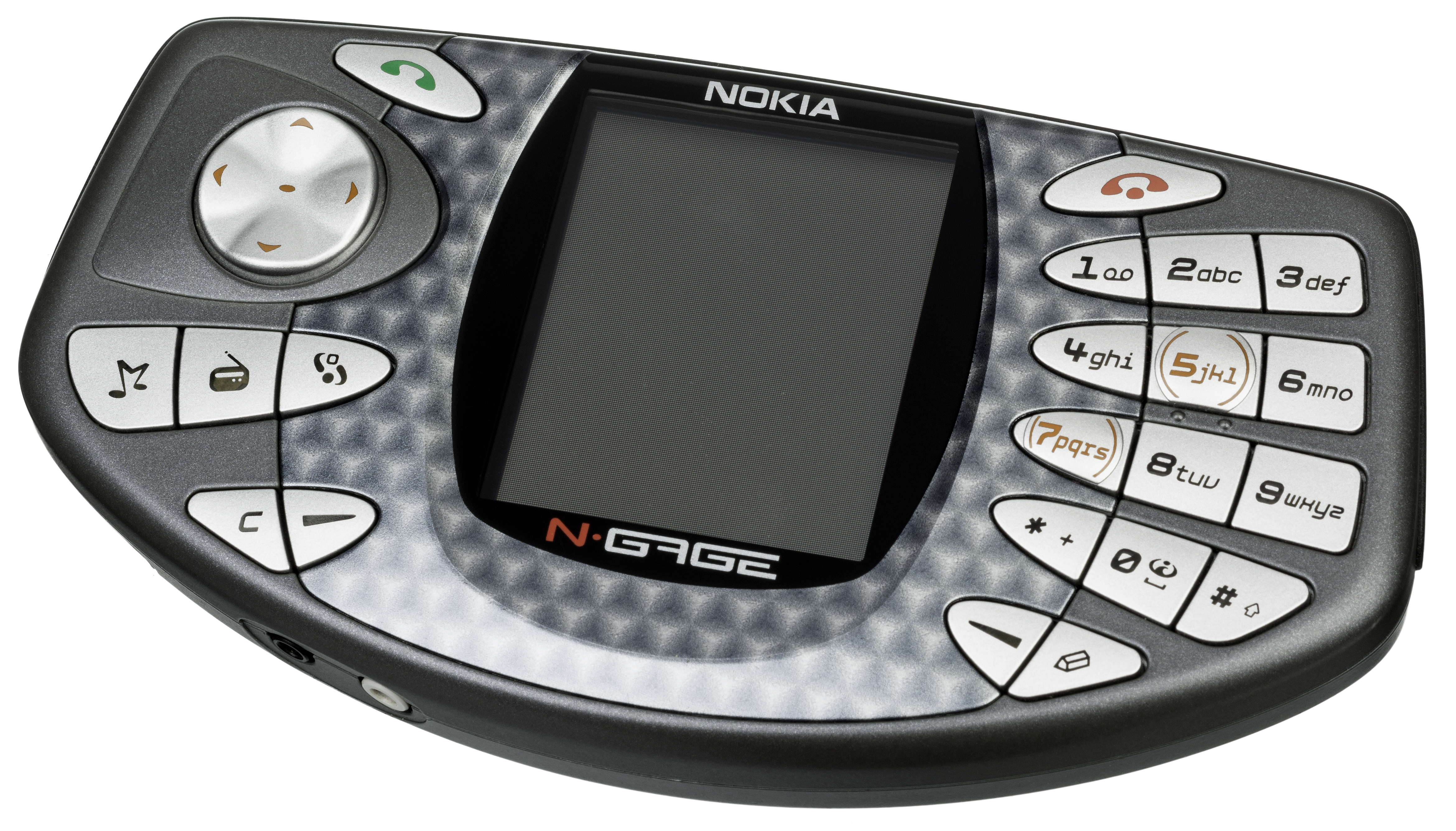
El N-Gage fue el primer híbrido entre teléfono móvil y videoconsola.

En octubre de 2003 la compañía finlandesa de comunicaciones Nokia lanzó el N-Gage. Fue diseñado como una combinación de teléfono móvil, PDA, reproductor de MP3, radio y dispositivo de juegos.
El sistema recibió muchas críticas por defectos en su diseño, como su pantalla con orientación vertical y la necesidad de retirar la batería para cambiar los cartuchos de juegos y, en su función como teléfono móvil, sobre todo porque el altavoz y el micrófono estaban situados en el lateral del terminal, no en su frontal, por lo que se tenía que hablar con el teléfono de lado, dando nacimiento a un fenómeno conocido como sidetalking.

Para intentar solucionar algunos de estos problemas, en abril de 2004, tan solo seis meses después de su lanzamiento inicial, se puso a la venta el N-Gage QD. En este modelo se integró el micrófono y el altavoz en el frontal y se cambió su diseño a uno más redondeado, aunque se eliminaba la radio, el reproductor MP3 y la conexión USB. Sin embargo, aunque tuvo un éxito moderado en Europa, fue un fracaso comercial a nivel global.

#### Cybiko

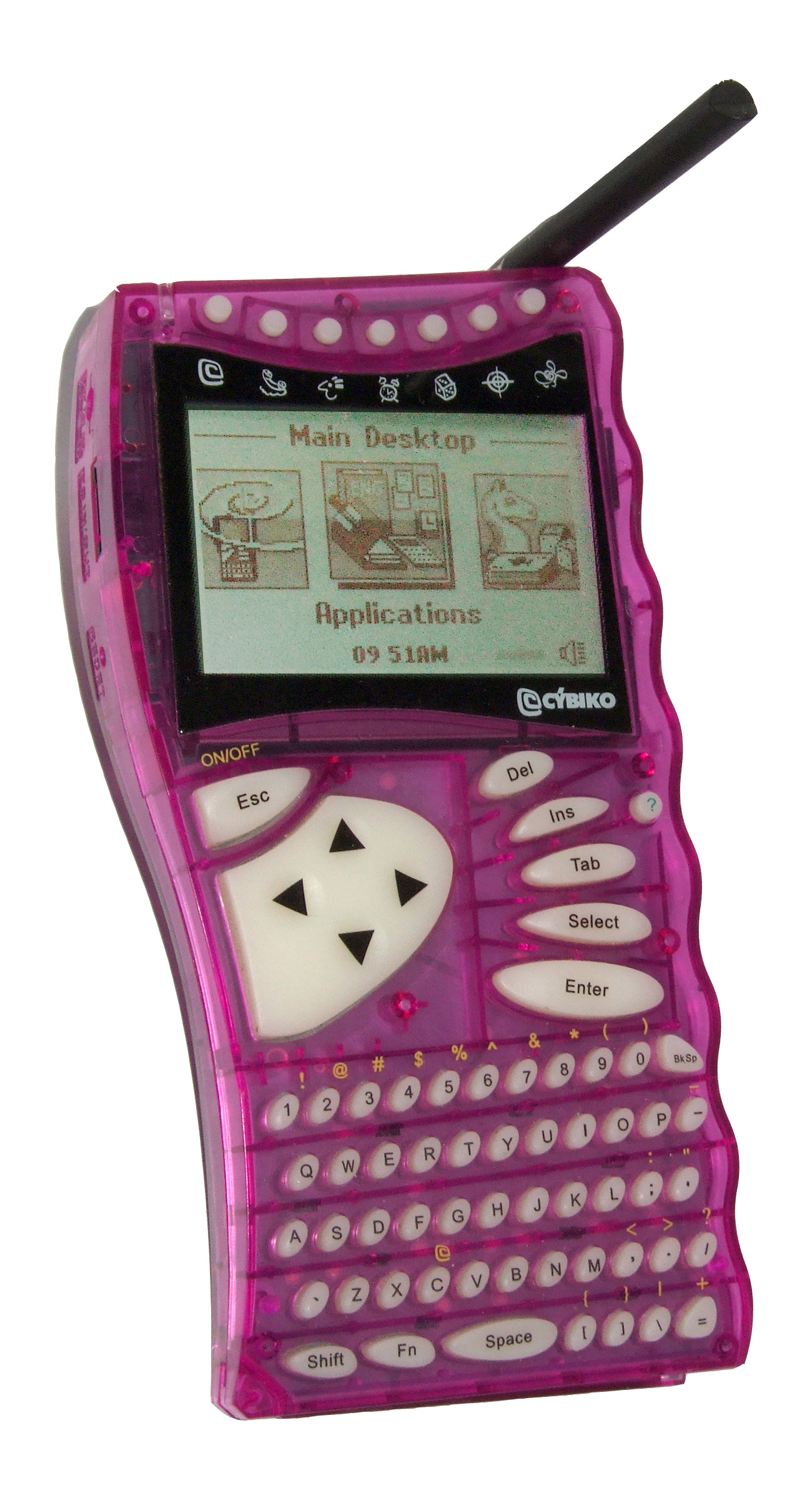
Cybiko Classic con antena extendida en el escritorio principal

Cybiko es una consola portátil rusa presentada en mayo de 2000 por la compañía de David Yang y diseñada para el público adolescente, con su propio sistema de mensajes de texto de radio bidireccional. Tiene más de 430 juegos y aplicaciones freeware "oficiales". Debido al sistema de mensajes de texto, presenta un teclado QWERTY que se usa con un lápiz. Se realizó un complemento de reproductor de MP3 para la unidad y un lector de tarjetas SmartMedia. La compañía dejó de fabricar las unidades después de dos versiones de productos y solo unos pocos años en el mercado. Los Cybikos se pueden comunicar entre sí hasta un alcance máximo de 300 metros (0,19 millas). Varios Cybikos pueden chatear entre sí en una sala de chat inalámbrica.
Cybiko Classic:
Hubo dos modelos del Clásico Cybiko. Visualmente, la única diferencia era que la versión original tenía un interruptor de encendido en el costado, mientras que la versión actualizada usaba la tecla "escape" para la administración de energía. Internamente, las diferencias entre los dos modelos se encontraban en la memoria interna y la ubicación del firmware.
Cybiko Xtreme:
Cybiko Xtreme era la consola de mano de Cybiko de segunda generación. Presentaba varias mejoras sobre el Cybiko original, como un procesador más rápido, más RAM, más ROM, un nuevo sistema operativo, un nuevo diseño de teclado y caja, mayor alcance inalámbrico, un micrófono, una salida de audio mejorada y un tamaño más pequeño.

#### Tapwave Zodiac

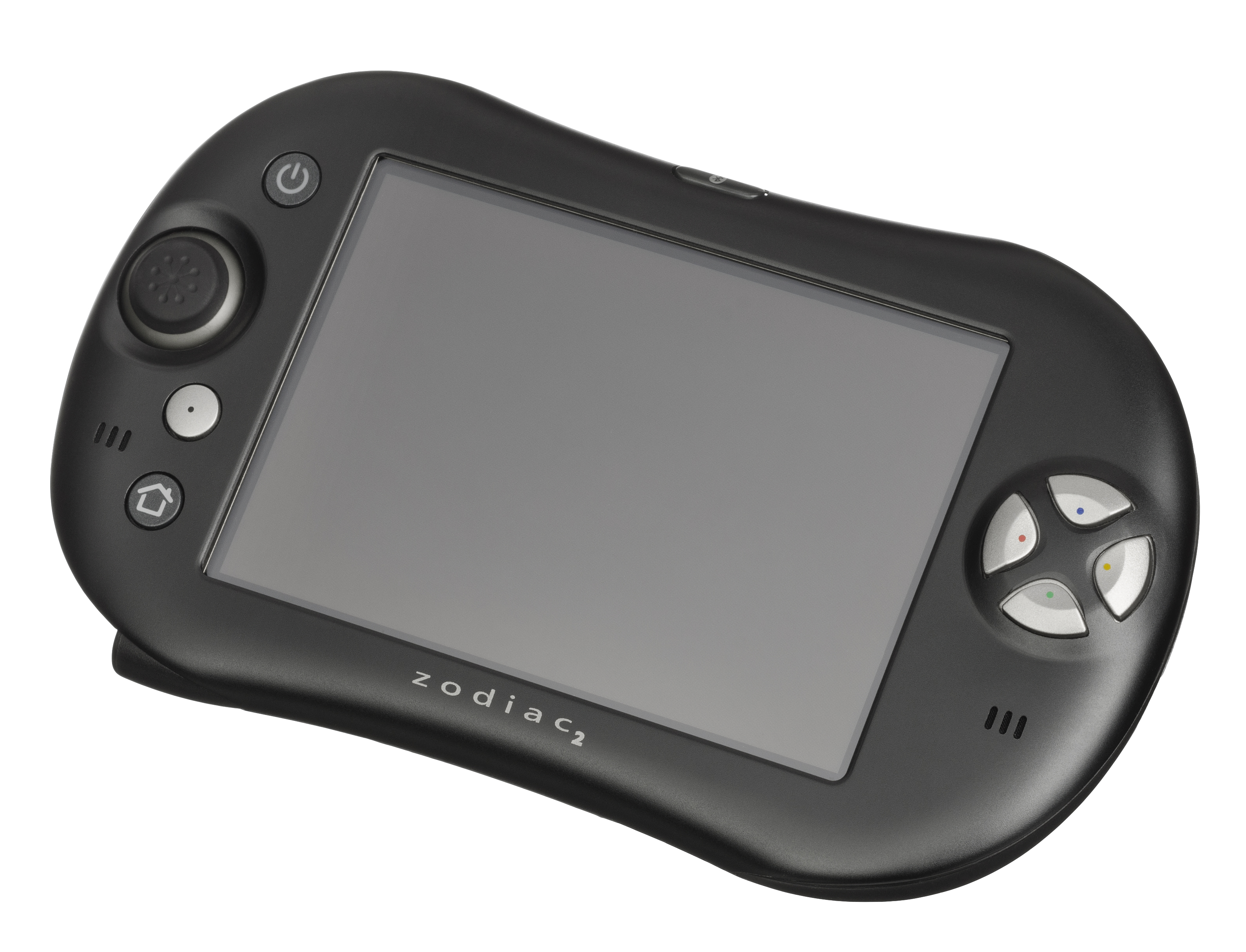
La Tapwave Zodiac era una combinación de PDA y consola móvil.

La Tapwave Zodiac fue una PDA y consola portátil lanzada por la compañía estadounidense Tapwave en octubre de 2003.
Utilizaba una CPU Motorola i.MX1 ARM9 a 200 MHz y un chip gráfico ATI Imageon W4200. Estaba disponible inicialmente en dos modelos, la Zodiac 1, de 32MB, y la Zodiac 2, de 128 MB. Contaba además con reproductor de música, fotos y vídeos.

Dispuso de algunos títulos de juegos destacables, como Tony Hawk's Pro Skater 4, desarrollado por Neversoft y distribuido por Activision, Spy Hunter de Midway, Doom II: Hell on Earth de id Software, Golden Axe III y Altered Beast de Sega o Duke Nukem Mobile de 3D Realms.

Aunque recibió numerosos premios de la industria del sector, su distribución y soporte finalizó en julio de 2005.

### Finales de los años 2000
El año 2004 vio el lanzamiento de dos de las consolas de mayor éxito, la PlayStation Portable de Sony y, sobre todo, la Nintendo DS, la segunda videoconsola más vendida de la historia, y la primera portátil, solo superada por una consola de sobremesa, la PlayStation 2.

#### Nintendo DS

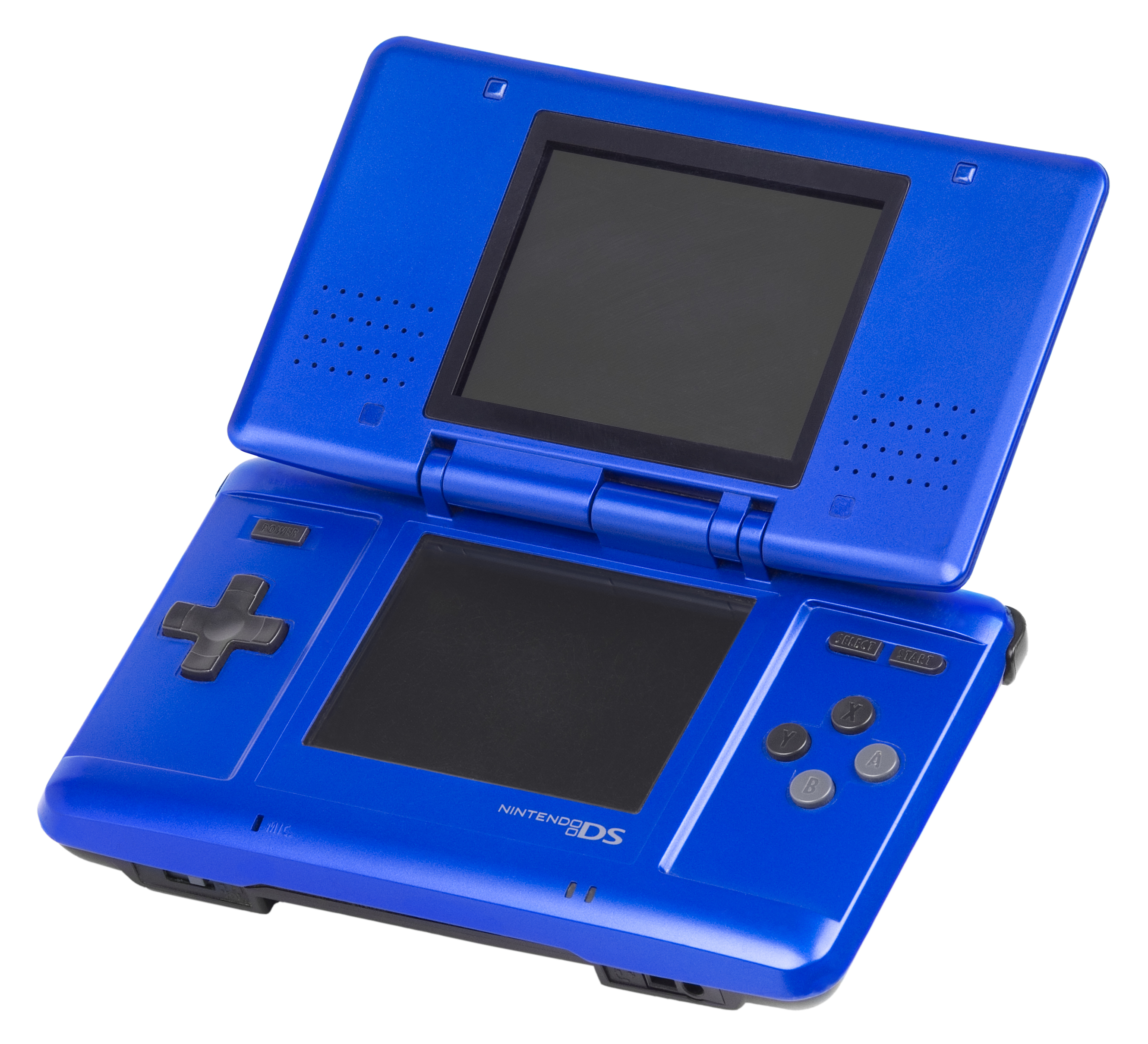
La Nintendo DS original disponía dos pantallas, una de ellas táctil, micrófono y conectividad wifi.

La Nintendo DS fue anunciada a finales de 2003 y salió al mercado en noviembre de 2004. Era una consola de 64 bits que ofrecía nuevas características, como la incorporación de dos pantallas, una de ellas táctil, conectividad inalámbrica y micrófono.
La pantalla inferior es sensible al tacto, diseñada para ser presionada con un puntero, con el dedo o con una pequeña almohadilla de plástico unida a la correa muñeca de la consola que se colocaba en el pulgar. Dispone de cuatro botones frontales, dos laterales, una cruceta y los botones «Select» y «Start». La consola también cuenta con capacidades en línea a través de la conexión Wi-Fi de Nintendo u otras redes inalámbricas, con posibilidad de jugar con hasta 16 jugadores en los juegos que disponían de la opción multijugador. Es retrocompatible con todos los juegos de Game Boy Advance, pero no con los juegos diseñados para la Game Boy o Game Boy Color.
En marzo de 2006 Nintendo lanzó en Japón una versión actualizada, la DS Lite, con diversos cambios en su diseño exterior, de menor tamaño (un 42 % más pequeña y un 21 % más ligera), mayor duración de la batería y pantallas más brillantes y de mayor calidad, con brillo ajustable. También ofrecía la posibilidad de conectarse de forma inalámbrica con la consola de sobremesa Wii.
En noviembre de 2008 en Japón, y en abril de 2009 en Estados Unidos y Europa, se lanzó la Nintendo DSi, con pantallas de 3,25 pulgadas y dos cámaras integradas. Disponía de una ranura para tarjetas SD de almacenamiento en lugar de la ranura de la Game Boy Advance, además de la memoria flash interna para almacenar juegos descargados.

La DS fue uno de los mayores éxitos comerciales de Nintendo, llegando a convertirse en la segunda videoconsola más vendida de todos los tiempos (marzo de 2016), y la primera portátil, con más de 154 millones de unidades vendidas incluyendo sus iteraciones posteriores, y solo superada por una consola de sobremesa, la PlayStation 2 de Sony.

#### Game King

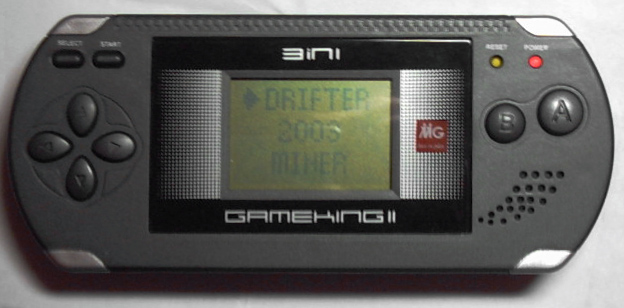
The GameKing 2.

El GameKing es una consola  portátil lanzada por la compañía china TimeTop   El primer modelo lanzado en 2004. aunque original en diseño, tiene una gran parecido con la Game Boy Advance de Nintendo. Se cree que el segundo modelo, el GameKing 2, está inspirado en la PSP de Sony. Este modelo también se actualizó con una pantalla retroiluminada, con un fondo que distrae (que se puede eliminar abriendo la consola).  el GameKing 3 fue el único modelo a color. pero solo se fabricó durante un tiempo breve y fue difícil de comprar fuera de Asia, Ya sea intencionalmente o no, el GameKing tiene los gráficos más primitivos de cualquier consola portátil lanzada desde el Game Boy de 1989.. [cita requerida]
Como muchos de los juegos tienen una simplicidad "de la vieja escuela", el dispositivo ha desarrollado un pequeño seguimiento de culto. El parlante de Gameking es bastante ruidoso y los sofisticados bucles de sonido de los cartuchos (tomados de otras fuentes) están aparentemente en desacuerdo con sus gráficos primitivos.

TimeTop creó al menos un dispositivo adicional etiquetado como "GameKing", pero si bien parece poseer gráficos más avanzados, es esencialmente un emulador que reproduce un puñado de multicards (como el GB Station Light II). Fuera de Asia (especialmente China), sin embargo, el Gameking sigue siendo relativamente inaudito debido a la perdurable popularidad de los dispositivos portátiles japoneses como los fabricados por Nintendo y Sony.

#### PlayStation Portable

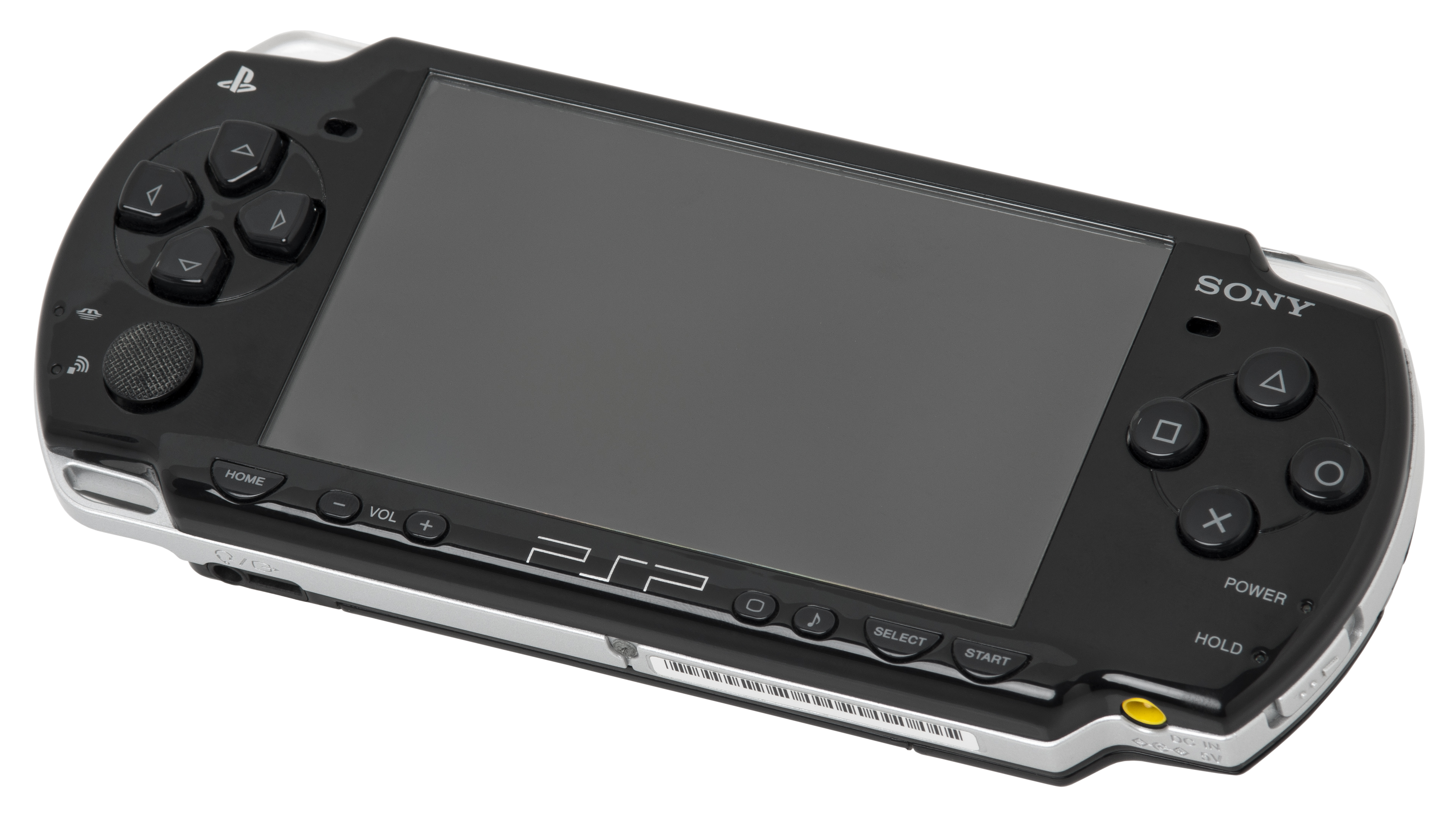
La PlayStation Portable fue la segunda videoconsola portátil (sucesora de PocketStation) de Sony, y la primera videoconsola portátil en utilizar un formato de disco óptico para la distribución de sus juegos.

La PlayStation Portable, oficialmente abreviada como PSP, es una consola de juegos portátil fabricada y comercializada por la empresa japonesa Sony Computer Entertainment. El desarrollo de la consola fue anunciado por primera vez durante la Electronic Entertainment Expo de 2003, y se presentó en mayo de 2004, en una conferencia de prensa de Sony antes de la Electronic Entertainment Expo de 2004. El sistema fue lanzado en Japón el 12 de diciembre de 2004, en América del Norte en marzo de 2005, y en la región PAL en septiembre de 2005.
Fue la principal competidora de la Nintendo DS, y ofrecía varias mejoras tecnológicas sobre las demás portátiles del momento. La PSP fue la primera videoconsola portátil en utilizar un formato de disco óptico, el Universal Media Disc (UMD), como soporte para la distribución de sus juegos. También se distribuyeron mediante discos UMD películas y programas de televisión. La PSP utiliza el formato Memory Stick Pro Duo de Sony/SanDisk como su principal medio de almacenamiento. Otras de sus características distintivas son su gran pantalla de visualización, de 4,3 pulgadas, sus capacidades multimedia, y la conectividad con la consola de sobremesa PlayStation 3, otras PSP e Internet.

En 2007 Sony lanzó una versión ligera de la PSP, la PlayStation Portable Slim & Lite, y en 2008 la PSP 3000, con una pantalla de mayor definición y contraste respecto a la PSP Slim y un micrófono.

#### Gizmondo

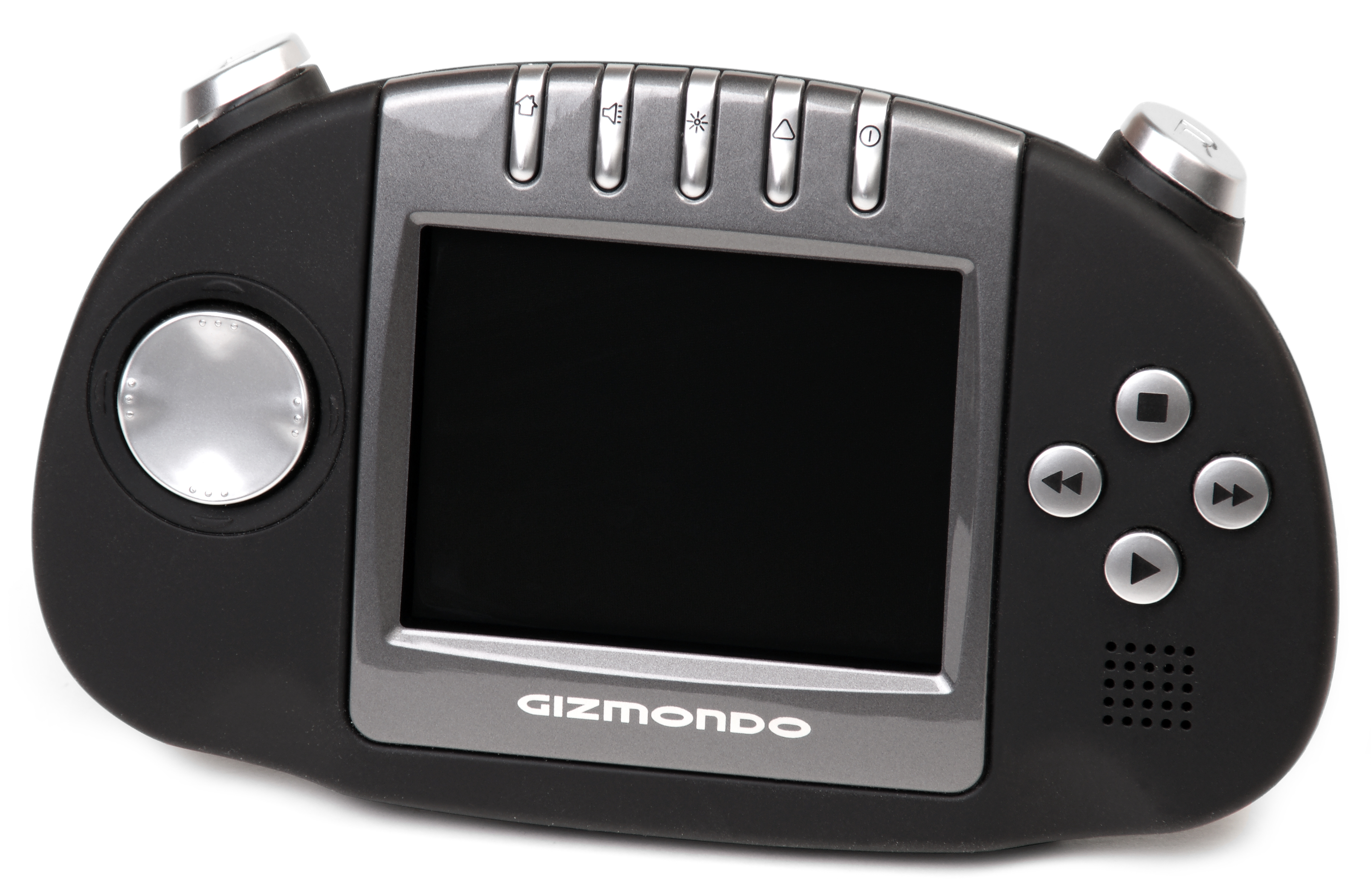
La Gizmondo fue calificada por la revista GamePro como la videoconsola portátil de mayor fracaso de la historia.

La Gizmondo, de la compañía sueca Tiger Telematics, aunque se anunció para todo el mundo fue lanzada en el año 2005 solamente en el Reino Unido y en Estados Unidos. Esta videoconsola portátil estaba diseñada también para reproducir música y películas, contaba con una cámara de 1,3 megapíxeles para tomar y almacenar fotos, y disponía de funciones GPS y conexión a Internet. Ofrecía una alta calidad de gráficos gracias a su procesador ARM9 a 400Mhz como CPU y un chip NVIDIA dedicado exclusivamente para aceleración 2D y 3D, algo poco habitual en la época, con una pantalla de 2,8 pulgadas a una resolución de 320×240. También podían enviarse SMS y MMS mediante GPRS. En su lanzamiento se indicaba que dispondría de correo electrónico, pero nunca llegó a estar disponible.

A pesar de ser técnicamente avanzada en su época y contar con unas buenas expectativas iniciales para algunos medios de la época, con solamente unas 25 000 unidades vendidas fue un gran fracaso comercial, llegando a ser calificada por la revista GamePro como la videoconsola portátil de mayor fracaso de la historia. Tiger Telematics, acusada de la vinculación de miembros de su equipo directivo al mundo del crimen, se declaró en bancarrota a principios del 2006, por lo que se abandonó la producción de la consola, cancelando los juegos que habían proyectado.

#### GP2X

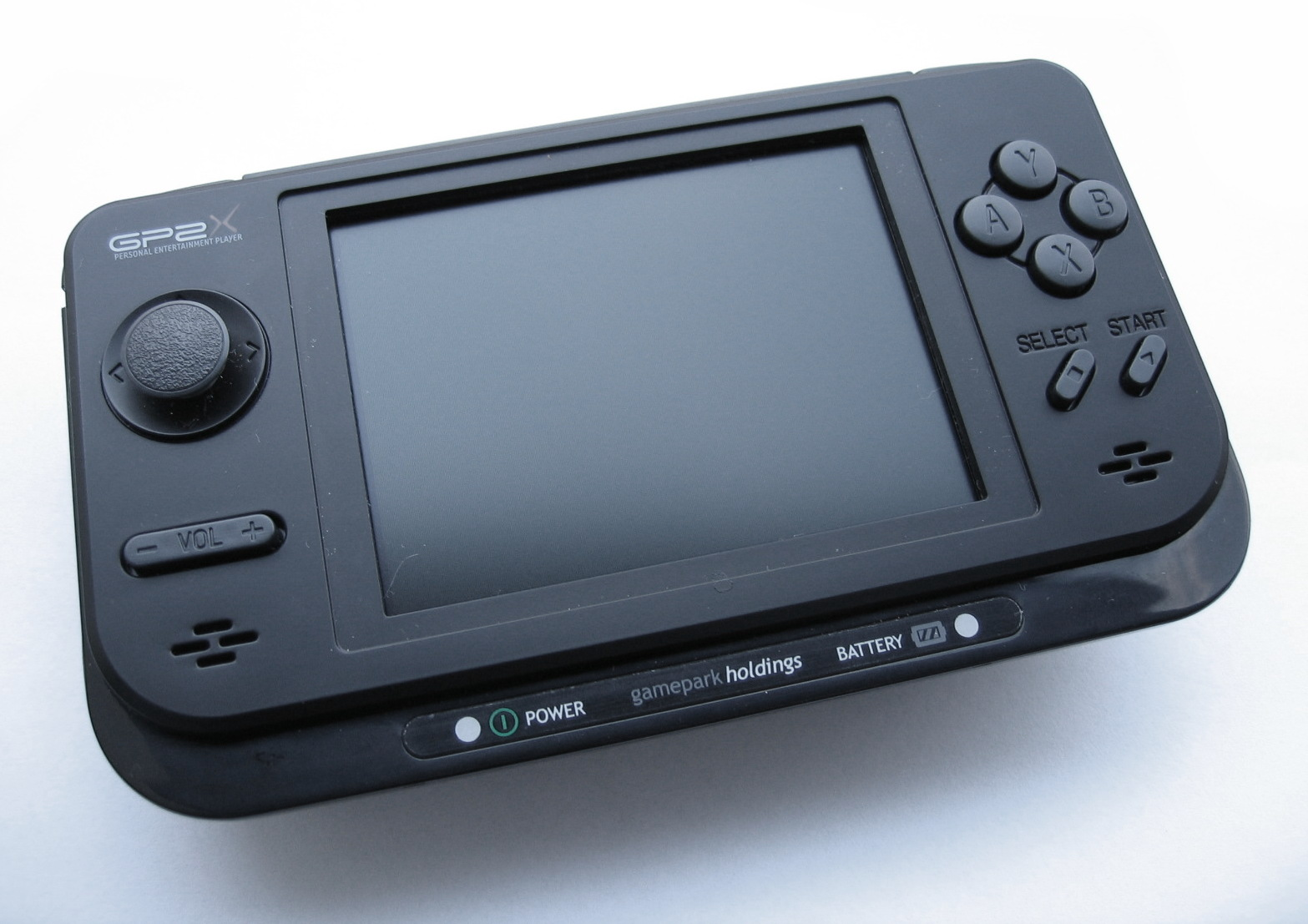
Game Park Holdings GP2X F-100.

La GP2X era una videoconsola portátil de código abierto basada en Linux lanzada por la compañía GamePark Holdings (creada por antiguos empleados de Game Park) en 2005 solo en Corea del Sur, diseñada tanto para desarrolladores de homebrew como para desarrolladores comerciales. Se utilizó sobre todo para ejecutar emuladores de consolas de juegos como Neo-Geo, Mega Drive, Master System, Sega Game Gear, NES, PC Engine o MAME.

En octubre de 2007 salió al mercado un nuevo modelo, la GP2X F-200, con pantalla táctil QVGA y se reemplazó el stick por una cruceta de 8 direcciones además de incluir soporte para tarjetas de memoria SDHC de hasta 32 GB. En 2009 se lanzó la GP2X Wiz y en 2010 la GP2X Caanoo.

#### Dingoo

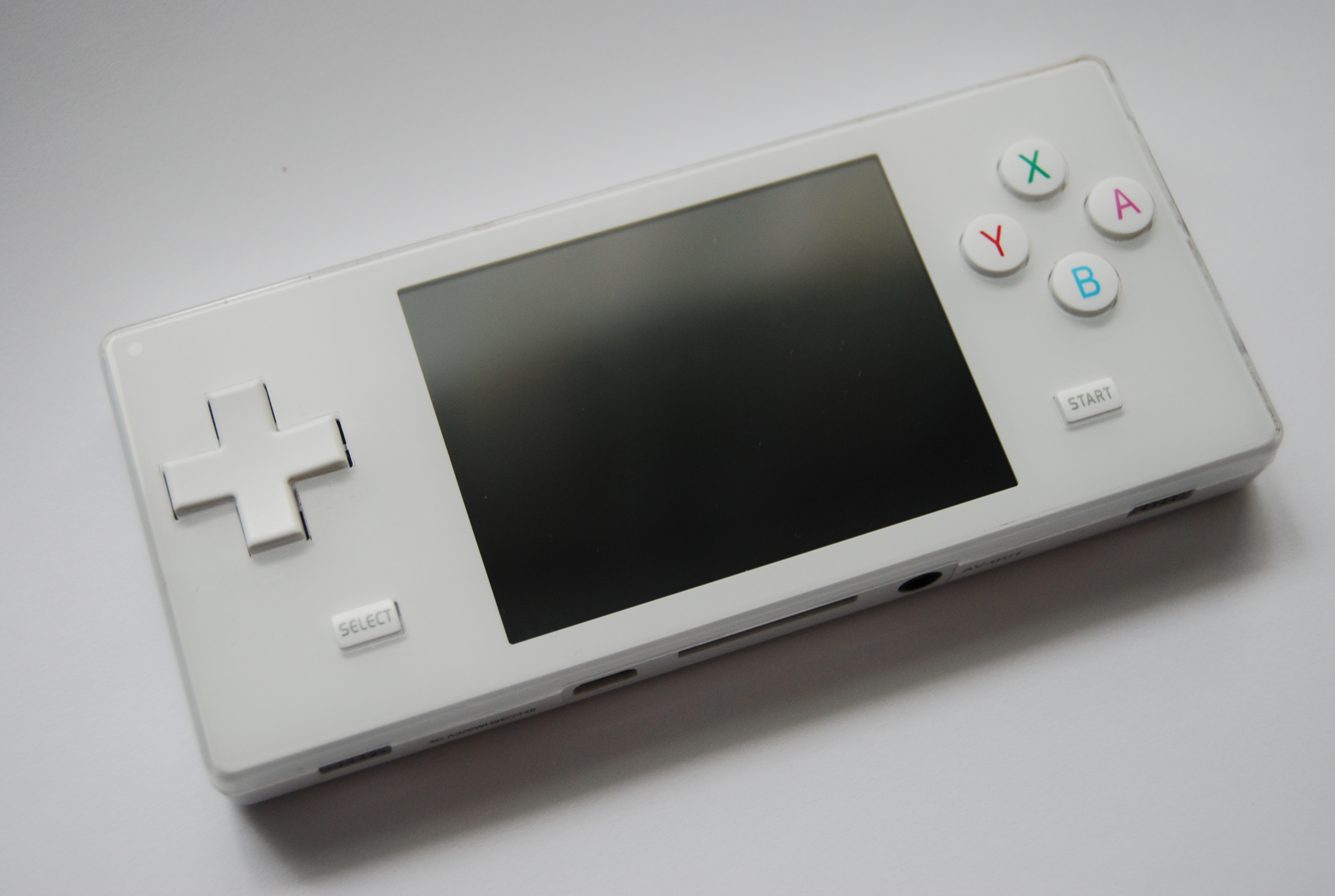
Dingoo A-320.

La Dingoo es una videoconsola portátil de bajo precio, pequeño tamaño y de desarrollo abierto de la empresa china Dingoo Digital. Se lanzó en el año 2009 y cuenta con múltiples capacidades multimedia y de emulación.
Con la instalación de Dingux, un Linux adaptado a la Dingoo A-320, su pueden instalar gran número de programas y emuladores de muchas consolas, de los que ya trae por defecto instalados los de GBA, NES, Neo-Geo, SNES, CPS 1, CPS 2 y Mega Drive.
Cuenta con una CPU Ingenic JZ4732 a 336 MHz, 32 MB de RAM, almacenamiento interno de 4 GB, ranura de tarjetas miniSD/SDHC, micrófono integrado, cruceta de control, cuatro botones en el frontal, dos superiores (L y R) y los de «Select» y «Start».

Tras el modelo inicial, el A-320, Dingo Digital desarrolló los modelos A-320, A-330 (también conocido como Geimi), A-360 y A-380.

#### PSP Go

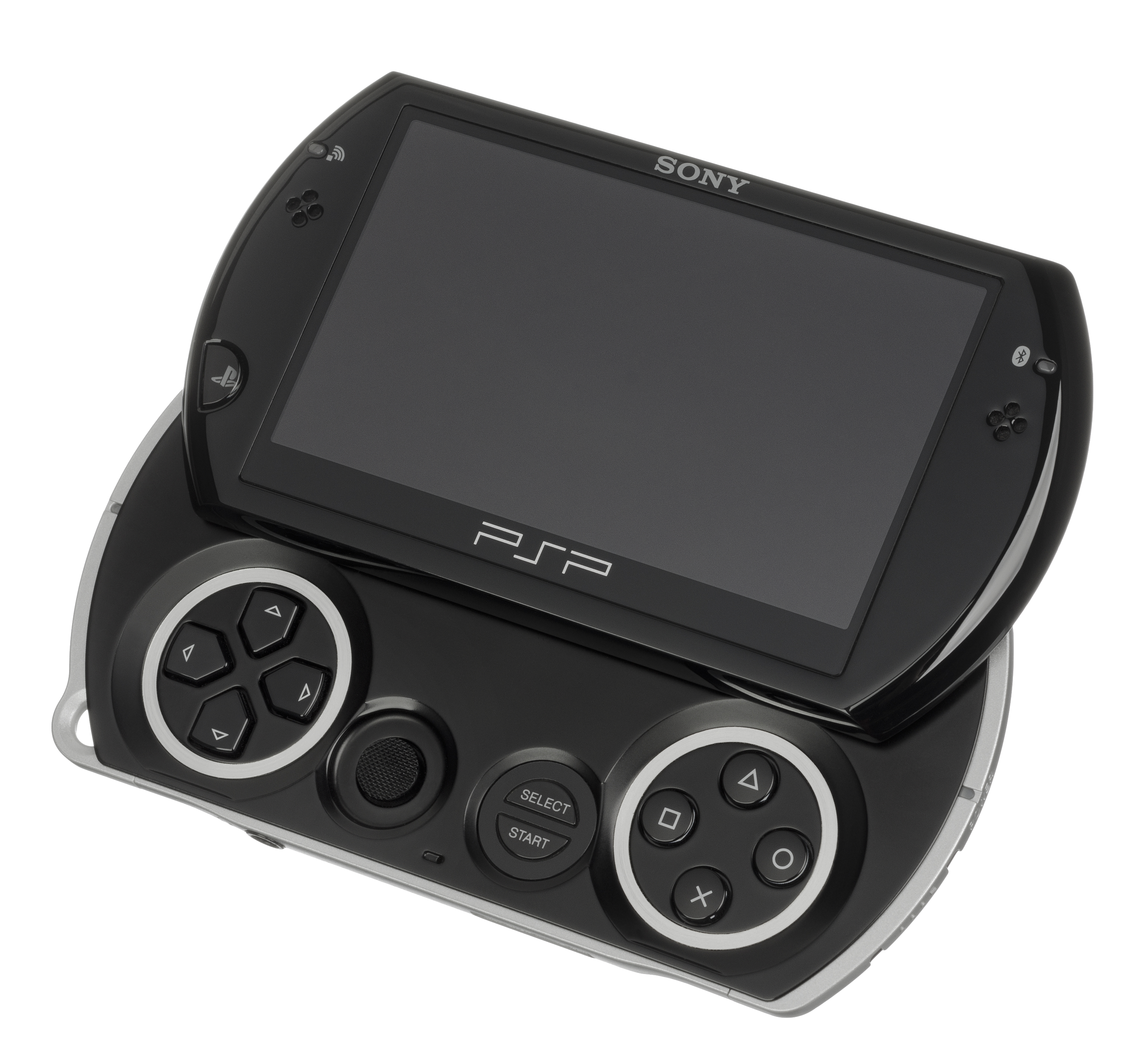
La PSP Go experimentó un cambio significativo de diseño respecto a la PSP original.

La PSP Go es una versión de la consola de juegos portátil PlayStation Portable fabricada por Sony. Fue lanzada el 1 de octubre de 2009 en Europa y América y el 1 de noviembre en Japón. Se presentó antes de la E3 2009 a través de Qore, la revista en línea de la PlayStation Network de Sony.

Su diseño es significativamente diferente de las anteriores iteraciones de la PSP, aunque esta no es la única diferencia. Una de las principales es que no cuenta con una unidad de discos ópticos UMD sino que tiene 16 GB de memoria flash interna para almacenar juegos, vídeos, imágenes y otros medios, capacidad ampliable hasta los 32 GB utilizando una tarjeta de memoria Memory Stick Micro (M2). Otra diferencia con sus antecesoras es que la batería recargable de la PSP Go no es extraíble o reemplazable por el usuario. La pantalla es de 3,8 pulgadas con una resolución de 480×272, frente a las 4,3 pulgadas de las anteriores. El principal cambio en el diseño es que la pantalla se pliega y se desliza hacia arriba para mostrar los controles principales, de forma similar y con el mismo mecanismo de deslizamiento que La forma global y mecanismo de deslizamiento son similares a la del dispositivo Sony mylo.

#### Pandora

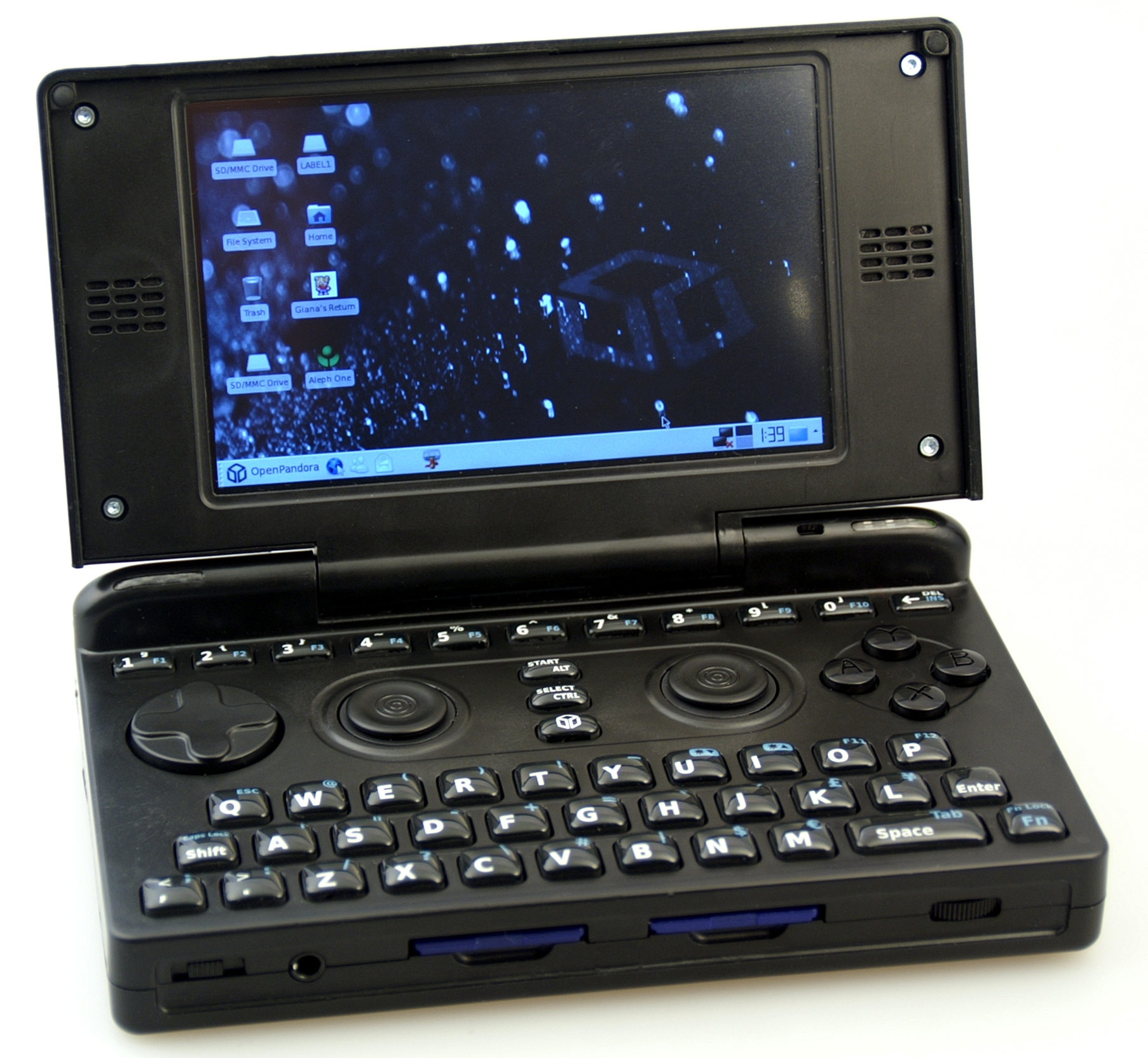
Pandora funciona como un pequeño ordenador con controles de juego, y se ejecuta una distribución Linux completa.

Pandora es un híbrido de videoconsola portátil, PC Ultra Móvil y PDA diseñado para aprovechar el software de código abierto existente para el desarrollo homebrew. Su sistema operativo es una distribución completa de Linux, y en su funcionalidad es como un pequeño ordenador ( teclado QWERTY incluido) con controles de juego. Fue desarrollado por OpenPandora, empresa compuesta por antiguos distribuidores y miembros de la comunidad de las videoconsolas portátiles GP32 y GP2X, aunque a diferencias de estas, no se fabrica en China, sino en el Reino Unido y Alemania.

OpenPandora comenzó a aceptar pedidos previos para un lote inicial de 4000 dispositivos en noviembre de 2008 y, tras varios retrasos en su fabricación, comenzó a enviarlos a los clientes el 21 de mayo de 2010. Se lanzaron varios modelos de la serie, como el Pandora Classic, el Pandora Rebirth y el Pandora 1GHz.

### Años 2010

#### Nintendo 3DS

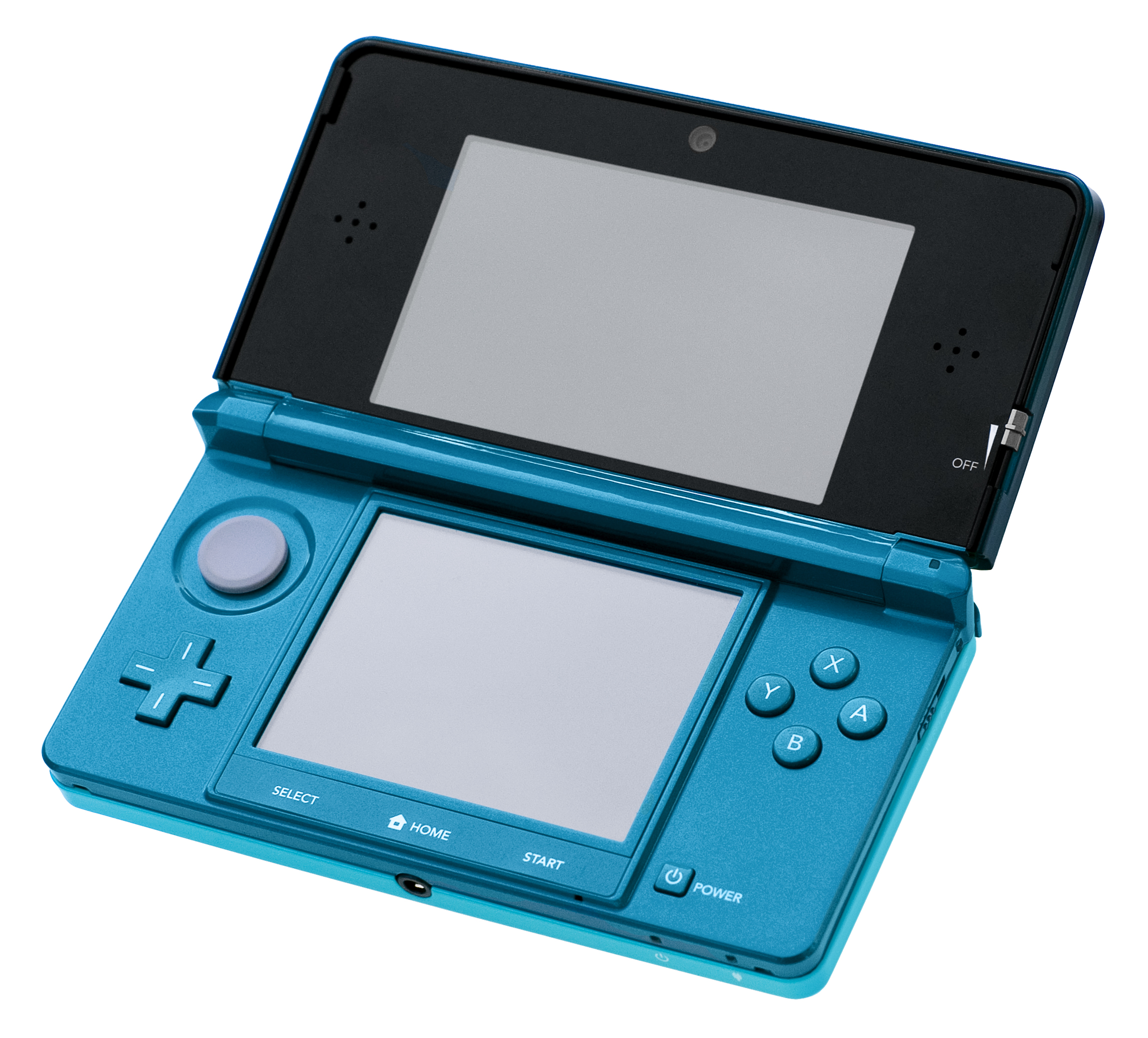
La Nintendo 3DS puede mostrar gráficos en 3D sin necesidad de gafas especiales, gracias a la autoestereoscopia.

La 3DS es la sucesora de la Nintendo DS. Fue lanzada a principios de 2011, y su característica principal es poder mostrar gráficos en 3D sin necesidad de gafas especiales, gracias a la autoestereoscopia.
Es retrocompatible con la Nintendo DS y con el software de DSiWare. Dispone de un servicio en línea denominado Nintendo eShop, que permite a los usuarios descargar juegos, demos, aplicaciones e información sobre próximas películas y lanzamiento de juegos.

Tras su lanzamiento inicial se han desarrollado varias iteraciones. En 2012 se lanzó la 3DS XL, un modelo de mayor tamaño. En 2013 se lanzó la 2DS, un modelo que no se pliega, a diferencia de todos los modelos anteriores de la serie DS, y que permite jugar todos los juegos de la DS y la 3DS pero solo en formato 2D (de ahí su nombre), al carecer de la función de autoestereoscopia. En 2014 apareció la New Nintendo 3DS, con un procesador más potente, un segundo stick analógido (C-Stick), dos botones adicionales (ZR y ZL), mejoras en la visualización del 3D, soporte para tarjetas microSD y tecnología NFC, además de algunos cambios menores de diseño. Al igual que la 3DS original, la New 3DS también tiene una variante de mayor tamaño, la New Nintendo 3DS XL.

#### Xperia Play

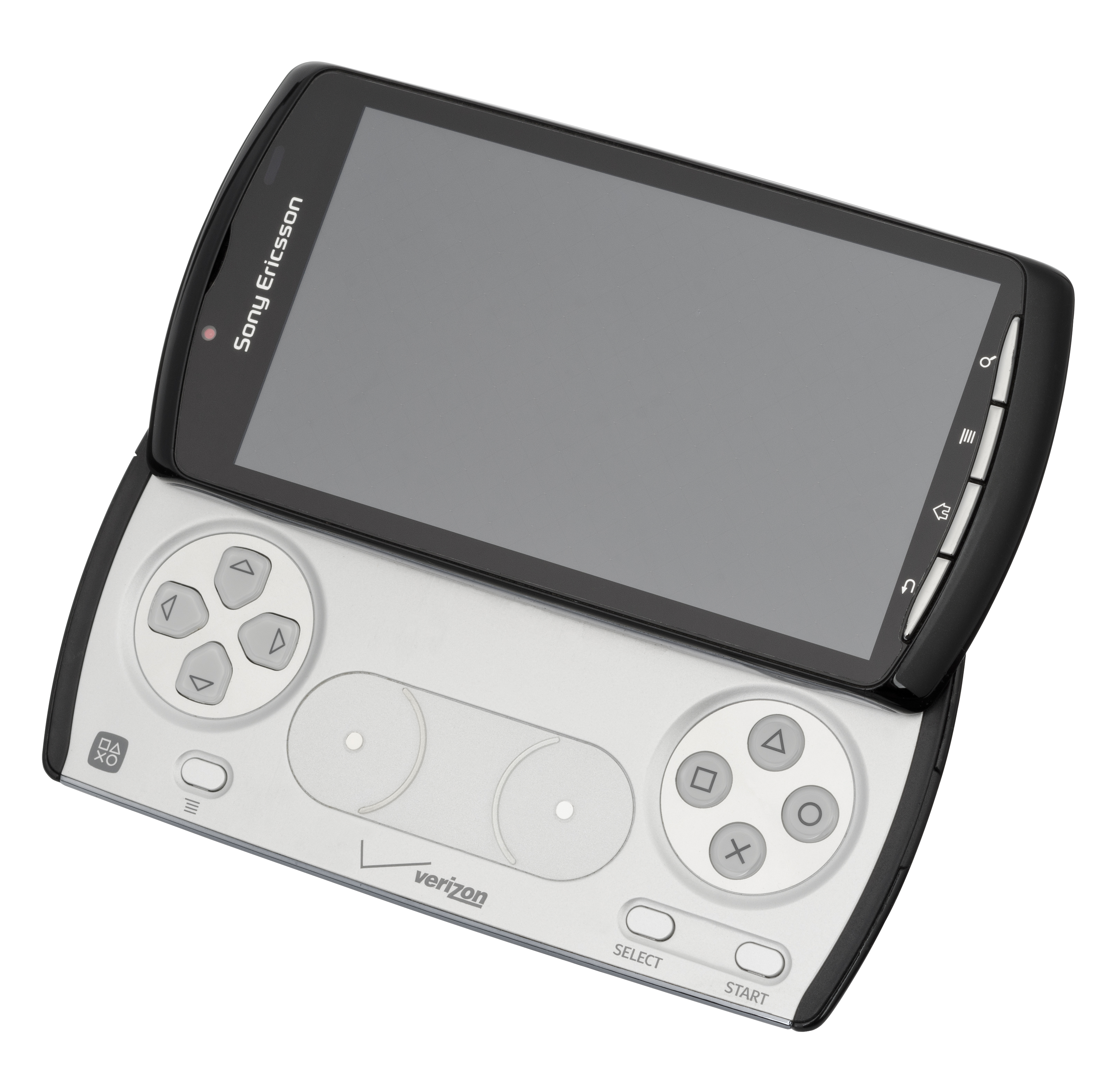
Xperia Play.

El Xperia PLAY es un teléfono inteligente y videoconsola portátil desarrollada por Sony Mobile (antes Sony Ericsson) dentro de su gama Xperia. Salió al mercado a principios de 2011.

El dispositivo funciona con Android 2.3, y fue el primero en formar parte del programa de certificación de PlayStation, lo que le permite jugar a juegos del framework PlayStation Mobile (antes PlayStation Suite). El dispositivo es un teléfono en formato horizontal deslizante, de forma similar al PSP Go. El control deslizante cuenta con una cruceta en la parte izquierda, un conjunto de botones estándar de PlayStation estándar(, ,  y ) a la derecha, un gran panel táctil rectangular en el medio, un botón de menú en la esquina inferior izquierda y dos botones laterales (L y R) en la parte posterior del dispositivo. Cuenta con un procesador Qualcomm Snapdragon a 1 GHz, una GPU Qualcomm Adreno 205, una pantalla de 4,0 pulgadas con una resolución 854×480, una cámara de 8 megapíxeles, 512 MB de RAM, memoria interna de 8 GB y un conector microUSB. Es compatible con tarjetas microSD, a diferencia de las variantes de Memory Stick que utilizan las consolas PSP.

#### PlayStation Vita

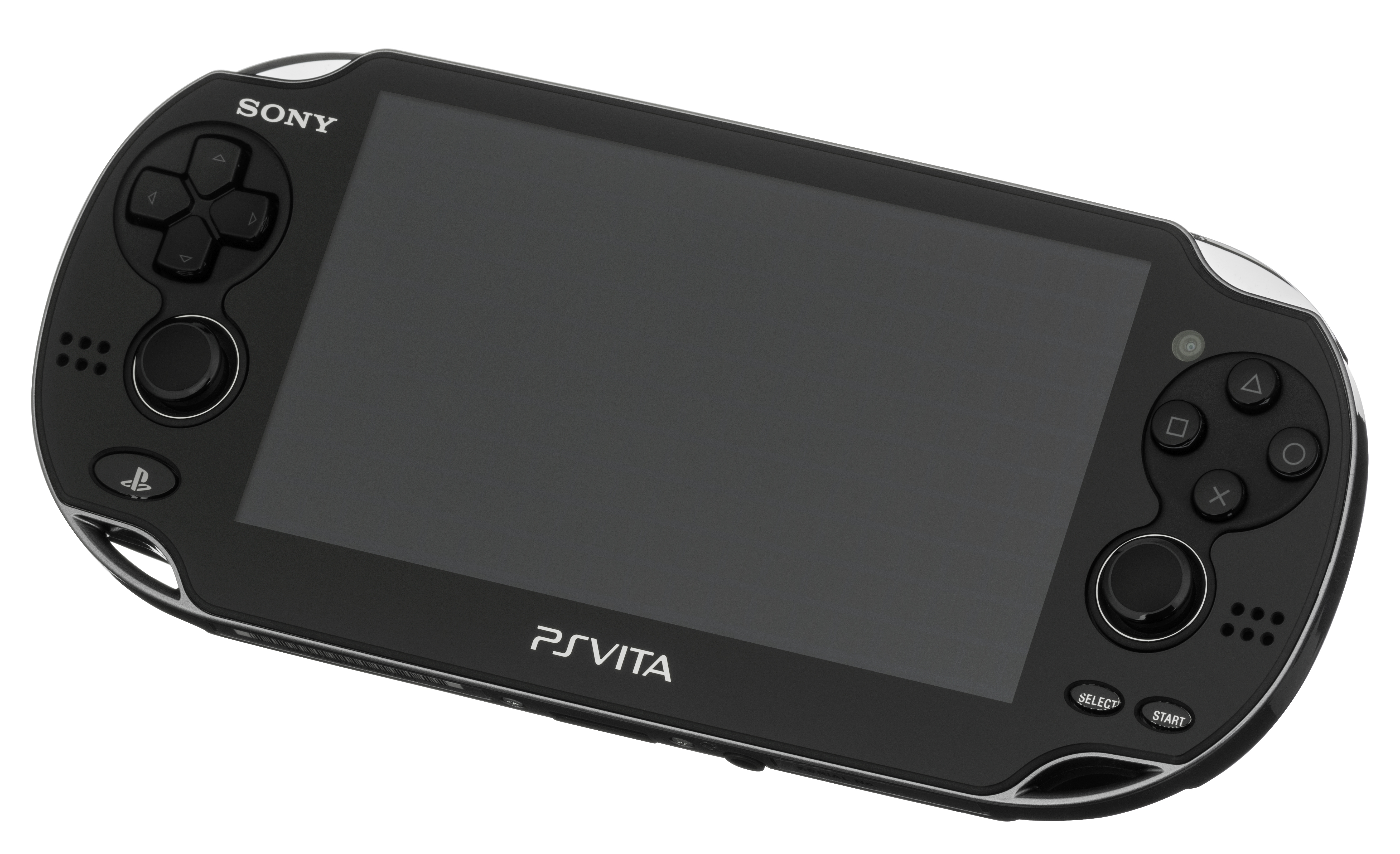
La PlayStation Vita es la sucesora de la PlayStation Portable.

La PlayStation Vita, conocida generalmente como PS Vita, es la sucesora de la PlayStation Portable, y la tercera y última consola portátil de Sony. Desarrollada por Sony, además de que fue la primera consola de la mencionada compañía, en ser creada por Mark Cerny, se lanzó en Japón en diciembre de 2011 y en el resto del mundo en febrero de 2012.
El sistema presenta una forma ovalada similar al diseño de la primera PSP, con una pantalla capacitiva de 5 pulgadas OLED multitáctil. Tiene dos sticks análogos, una cruceta, los cuatro botones clásicos de la PlayStation y dos botones (L y R). Su CPU es un ARM Cortex-A9 (Quad Core) a 444 MHz y su GPU un SGX543MP4+ (4 núcleos) a 400 MHz. El sistema también dispone de panel táctil trasero, una cámara frontal y otra trasera, micrófono, sistema sensor de movimiento de seis ejes, brújula electrónica de tres ejes, GPS, wifi, 3G y Bluetooth.
Aunque se vio bastante innovadora, desafortunadamente ninguna desarrolladora logró aprovechar su potencia, y no solo le dieron muy poco apoyo, sino que el apoyo que le dieron fue bastante vergonzoso, y Sony descontinuó la consola a nivel mundial en el 2019. Dejando de lado el mercado portátil, después de que sus portátiles fracasarán en frente de la Game Boy Color, Nintendo DS, y Nintendo 3DS, provocando que Sony ya no se enfocara en consola de mano.

#### Razer Switchblade
El Razer Switchblade era un prototipo  de una consola portátil como un Nintendo DSi XL diseñado para ejecutar Windows 7, presentaba una pantalla LCD multitáctil y un teclado adaptable que cambiaba las teclas según el juego que jugabas. También iba contar con un mouse completo.
Se presentó por primera vez el 5 de enero de 2011, en Consumer Electronics Show (CES). The Switchblade ganó el premio The Best of CES 2011 People's Voice. Desde entonces ha estado en desarrollo y la fecha de lanzamiento aún se desconoce. El dispositivo probablemente ha sido suspendido indefinidamente.

#### Nvidia Shield

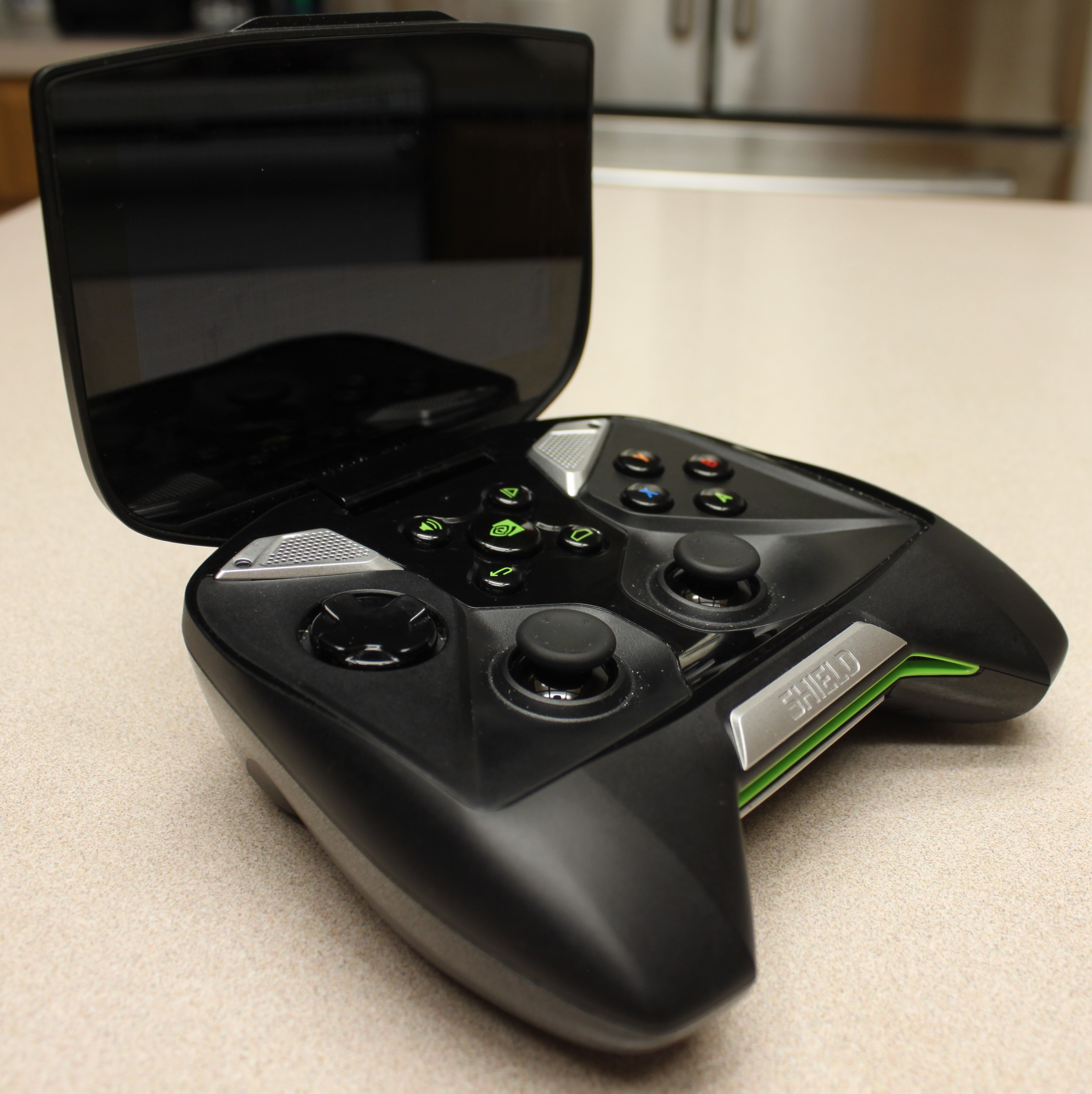
Nvidia Shield Portable

Project Shield es un sistema portátil desarrollado por Nvidia y anunciado en CES 2013. Se ejecuta en Android 4.2 y utiliza Nvidia Tegra 4 SoC. El hardware incluye una pantalla multitáctil de 5 pulgadas con soporte para gráficos HD (720p). La consola permite la transmisión de juegos que se ejecutan en una PC de escritorio o portátil compatible.

#### Nintendo Switch

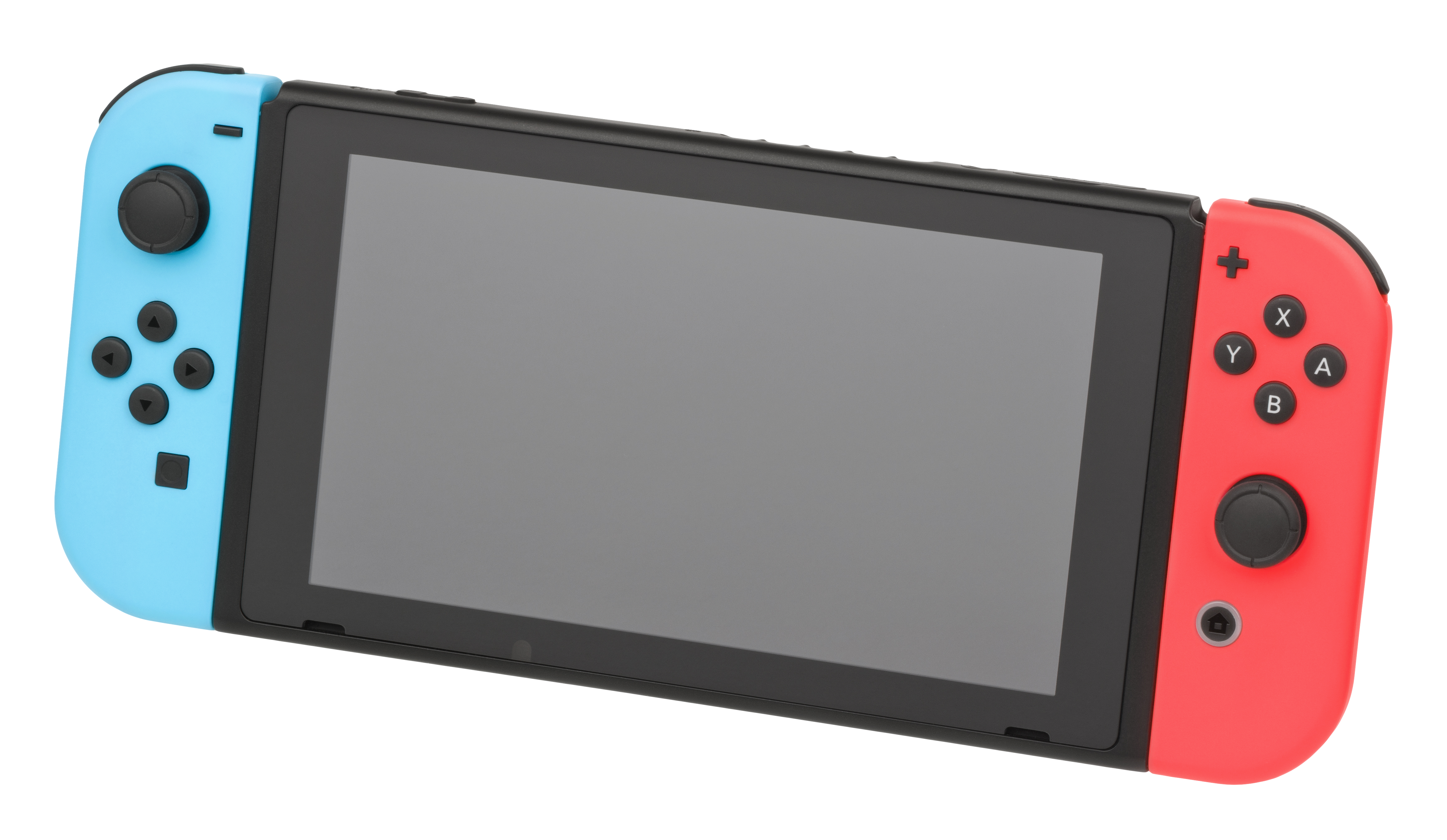
Nintendo Switch. Consola que sirve tanto como consola de sobremesa, como consola portátil.

La consola está diseñada para usarse como consola de sobremesa y consola portátil, su diseño es similar a una tablet y se le pueden acoplar los Joy-Con (Mandos de la consola) para usarse como consola portátil, también se puede conectar a un televisor para usarse como consola de sobremesa.

Los Joy-Con incluyen cada uno un joystick, cuatro botones al frente y dos en la parte de arriba, el Joy-Con izquierdo cuenta con el botón Select y el botón Share (Similar al del Dualshock 4), y el Joy-Con derecho tiene el botón Start y el botón Home, ambos controles se pueden usar individualmente para 2 jugadores, los Joy-Con poseen sensor de movimiento como el Wiimote.

### Años 2020

#### Steam Deck
La Steam Deck es un PC de juegos portátil desarrollado por Valve Corporation. Lanzado el 25 de febrero de 2022, Steam Deck se puede usar como PC portátil o de sobremesa usando un monitor externo. Algo parecido a lo que ofrecen los PC portátiles, aunque con un factor forma distinto. El dispositivo está diseñada para soportar gran parte de la biblioteca de Steam utilizando SteamOS, un sistema operativo que estriba en un kernel Debian. Esto permite el soporte de un gran número de juegos de PC de Windows a través de la capa de compatibilidad Proton utilizando Linux. El sistema es una plataforma abierta, permitiendo a los usuarios instalar otros juegos compatibles con el dispositivo o incluso otros sistemas operativos.

## Nota aclaratoria
1. ↑  Sin embargo su emulador Citra no es compatible con archivos DS.